# Zornmärket

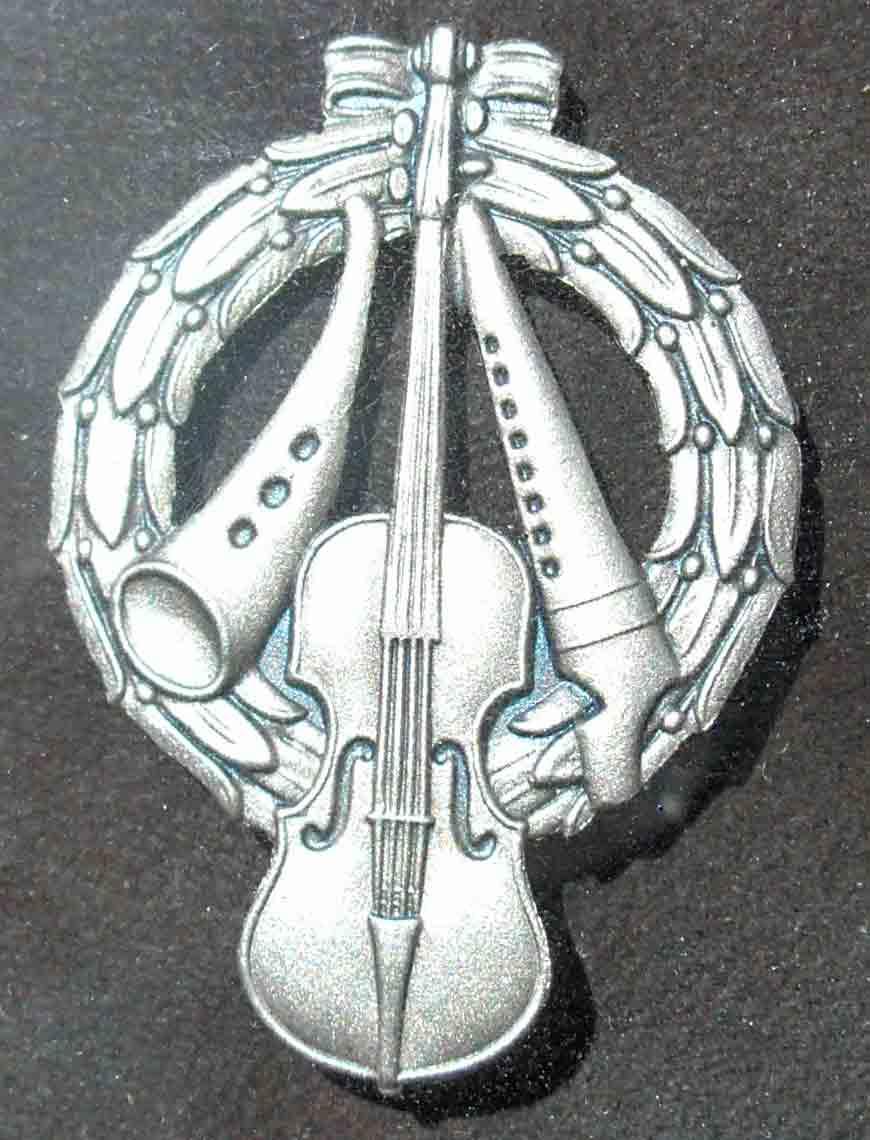
Zornmärket i silver.

Zornmärket är ett förtjänstmärke som delas ut årligen av Zornmärkesnämnden i Svenska Folkdansringen till skickliga spelmän. Märket finns i valörerna guld, silver och brons. Den som erhåller förtjänstmärket i guld eller silver tilldelas titeln riksspelman.

## Historia
Idén till Zornmärket föddes vid en spelmansstämma 1906 som anordnades i Gesunda av konstnären Anders Zorn. Zorn ville uppmärksamma och stödja folkmusiken i en tid då nya internationella musikinfluenser sågs påverka den folkliga musiken och hota dess särart. Med detta mål började han samarbeta med folkmusikupptecknaren Nils Andersson, som var verksam med att dokumentera svensk folkmusik. Han såg folkmusiken som en levande del av Sveriges kulturarv och ville se till att lokala traditioner kunde bevaras, som annars riskerade att försvinna under påverkan från nya modernare genrer och instrument.
Vid den första riksspelmansstämman 1910 som arrangerades på Skansen i Stockholm, delade Zorn ut de första silvermärkena – formgivna och bekostade av honom själv – som minnesgåva till inbjudna spelmän från hela landet. Ett Zornmärke i guld tilldelades även Ris Kersti Persson från Rättvik, troligen vid ett senare tillfälle i samband med hennes besök hos Zorn.
Efter Zorns död återupptogs utdelandet av märken år 1931 av Svenska Ungdomsringen för Bygdekultur, efter en överenskommelse med hans hustru Emma Zorn. År 1933 hölls de första uppspelningarna för Zornmärket i samband med en spelmansstämma i Västerås, då även brons- och guldmärken kunde tilldelas.
Under 1900-talets första hälft blev märket en viktig drivkraft för att lyfta fram och legitimera folkmusiken som en betydelsefull del av det svenska kulturarvet. Enligt Zornmärkets statuter är dess syfte att främja svensk folkmusik genom att lyfta fram spelmän som för traditionen vidare i sin egen stil och med förankring i regionalt särpräglade uttryck.

## Bedömning och uppspelning
För att få Zornmärket i brons eller silver krävs uppspelning inför en jury. Märket i guld delas däremot ut utan uppspelning, och tilldelas endast synnerligen framstående traditionsbärare, och delas ut till en eller två spelmän per år.
Under senare år har cirka 100 personer spelat upp varje år, varav 10–15 tilldelas silvermärket. År 2013 spelade exempelvis 96 personer upp, varav 40 % var kvinnor. Av dessa fick 15 silvermärket, 11 diplom efter bronsnivå, 17 brons och 12 diplom.
För att få märket måste spelmannen framföra musik i äldre svensk tradition, ofta från 1800-talet eller tidigt 1900-tal, kopplad till en viss spelman eller region. Enbart teknisk skicklighet räcker inte; exempelvis stort vibrato och klassiskt uttryckssätt ger inga fördelar.

## Zornmärkesnämnden
Zornmärkesnämnden är det organ inom Svenska Folkdansringen som ansvarar för hanteringen av Zornmärket. Nämnden består av två delar: en jury och ett sekretariat. Folkdansringens riksstämma utser ledamöter till både jury och sekretariat, med vissa undantag.
Juryn ska bestå av sex ordinarie ledamöter och tre suppleanter. De utses av riksstämman efter förslag från Zornmärkesnämnden. Vid behov av kompletteringsval mellan riksstämmor sker detta i samråd med Folkdansringens riksstyrelse.
Juryns huvudsakliga uppgift är att bedöma uppspelningarna och besluta om utdelning av Zornmärken i silver och brons samt diplom. När det gäller Zornmärket i guld, är det juryn som föreslår mottagare, men det slutgiltiga beslutet tas av Folkdansringens riksstyrelse efter att ärendet har lämnats in via sekretariatet.
Sekretariatet ska enligt stadgarna bestå av minst tre ledamöter. Utöver dessa har Sveriges Spelmäns Riksförbund (SSR) rätt att utse en ledamot som representerar organisationen. Sekretariatet har som uppgift att ansvara för administrationen av uppspelningarna, inklusive det praktiska anordnandet. Ordförande och sekreterare i sekretariatet väljs av Folkdansringens ungdomsorganisation.
Juryn bestod år 2024 av Karin Brandsbol, Eva Blomquist-Bjärnborg, Pers Nils Toft, Markus Svensson, Jan Burman, Agneta Stolpe, Peter Pedersen, Krister Malm och Christina Frohm. Sekretariatet bestod av Daniel Strauss, Lena Hällstrand, Olle Wiklund och Andreas Svensson.

## Statistik
Mellan 1933 och 2005 hade 740 spelmän tilldelats silvermärket och 107 personer guldmärket.  
68 personer har fått silvermärket för spel på nyckelharpa eller fiol i kombination med nyckelharpa.  
Åren 1934, 1936, 1939–1941, 1947, 1951, 1955, 1960, 1963, 1968 och 2020 hölls inga uppspelningar.

## Riksspelmän med Zornmärket i guld
| År             | Pristagare                                | Instrument | Motivering | Silver |
| -------------- | ----------------------------------------- | ---------- | --- | ------ |
| 1933           | Erik Nilsson, Mattmar                     |            | | 1910   |
| 1935           | Olof Knut-Ekwall, Romanäs                 |            | | -      |
| 1935           | Olof Tillman, Floda                       |            | | 1933   |
| 1935           | Gössa Anders Andersson, Orsa              |            | | 1933   |
| 1935           | Hjort Anders Olsson, Tureberg             |            | | 1910   |
| 1936           | Axel Boberg, Lund                         |            | "För utmärkta förtjänster inom folkmusikforskningen i Skåne" | -      |
| 1937           | Dan Danielsson, Filipstad                 |            | | -      |
| 1937           | Filip Pärson, Falkenberg                  |            | | -      |
| 1938           | Pelle Schenell, Gnarp                     |            | | 1910   |
| 1938           | August Fredin, Loftahammar                |            | | 1910   |
| 1939           | Sven Kjellström, Stockholm                |            | | -      |
| 1939           | Ernst Granhammar, Stockholm               |            | | 1931*  |
| 1939           | Olof Andersson, Stockholm                 |            | | 1910   |
| 1939           | Valdemar Dahlgren, Arvika                 |            | | 1933*  |
| 1942           | Eric Westberg, Stockholm                  |            | | -      |
| 1943           | Thore Härdelin, Delsbo                    |            | | -      |
| 1943           | Jon Erik Hall, Hassela                    |            | "För mångårig, värdefull gärning till svenska folkmusikens fromma" | 1910   |
| 1943           | Anders Petter Sundin, Matfors             |            | | 1910   |
| 1944           | Jon Erik Öst, Meselefors                  |            | "För förtjänstfullt arbete nedlagt för svensk folkmusik under många år" | 1910   |
| 1945           | Petter Blomberg, Sundsvall                |            | | -      |
| 1946 Mora      | Hugo Alfvén, Leksand                      |            | | -      |
| 1946 Mora      | Carl Gudmundsson, Leksand                 |            | | -      |
| 1946 Mora      | Janne Romson, Mora                        |            | | -      |
| 1946 Mora      | Karl Sporr, Stockholm                     |            | | -      |
| 1946 Stockholm | Göran Olsson Föllinger, Föllinge          |            | "För framgångsrikt arbete för jämtländska bygdemusiken samt nyskapande i äkta stil" | -      |
| 1946 Stockholm | Ivar Hultström, Flodafors                 |            | "För synnerligen förtjänstfullt arbete till befordran av sörmländsk bygdemusik" | -      |
| 1946 Stockholm | Nils Hägg, Stockholm                      |            | "För mångårigt värdefullt arbete inom bygdemusikens område" | -      |
| 1946 Stockholm | Sven Sköld, Stockholm                     |            | "För värdefull insats till folkmusikens främjande" | -      |
| 1946 Stockholm | Bernhard Svensson, Hallsberg              |            | "För värdefullt nyskapande av dalabefryndad bygdemusik" | -      |
| 1946 Stockholm | Karl Tirén, Bergvik                       |            | "För synnerligen högt skattat arbete till fromma för den norrländska folkmusiken" | -      |
| 1948           | Gustaf Wetter, Katrineholm                |            | | 1937   |
| 1948           | Einar Olsson, Glanshammar                 |            | | 1935   |
| 1951           | Sven Axell, Stockholm                     |            | | -      |
| 1952           | Carl Iderström, Frykerud                  |            | | 1942*  |
| 1954           | Sven E. Svensson, Uppsala                 |            | "För mångårig gärning till svensk folkmusiks fromma" | -      |
| 1954           | Nils Olsson, Sundsvall                    |            | "För värdefullt uppteckningsarbete och goda nykompositioner av Medelpadstyp" | 1946   |
| 1954           | Olof Nordén, Arbrå                        |            | "För mångårigt arbete för folkmusiken och värdefulla nya kompositioner i Hälsingestil" | 1944   |
| 1954           | Carl-Allan Moberg, Uppsala                |            | "För ovärderlig folkmusikalisk grundforskning" | -      |
| 1954           | Ture Gudmundsson, Stockholm               |            | "För trägen verksamhet med upptecknande och spridande av kännedom om svensk folkmusik, speciellt Dalarnas"                                                                                            | 1944   |
| 1954           | Bengt Bixo, Mörsil                        |            | "För intresserat och värdefullt arbete till kännedom om jämtländsk folkmusik" | 1910   |
| 1954           | Matts Arnberg, Lidingö                    |            | "För omfattande arbete med bevarande och tillvaratagande av för folkmusikforskningen oersättliga värden"                                                                                              | 1950   |
| 1956           | Ewert Åhs, Blyberg                        |            | | 1937   |
| 1956           | Ingvar Norman, Säter                      |            | | 1935   |
| 1956           | Knis Karl Aronsson, Leksand               |            | | 1942   |
| 1957           | Röjås Jonas Eriksson, Boda                |            | "För fulländat spel präglat av djup inlevelse i folklig tonkonst" Utdelat 1960 | 1946   |
| 1957           | Dyrsmeds Olof Olsson "Påhl-Olle", Rättvik |            | "För mästerligt spel och ädel, folklig polyfoni" Utdelat 1959 | 1948   |
| 1959           | Johan Olsson, Uppsala                     |            | "Den mästerlige företrädaren för uppländsk folkmusik" | 1942   |
| 1960           | Eric Sahlström, Tobo                      |            | "För mästerlig spelmansgärning och banbrytande insats för nyckelharpospelets återupplivande och förnyelse"                                                                                            | 1946   |
| 1961           | Olle Falk, Offerdal                       |            | "För bevarande av en äkta Lapp Nils-tradition" | 1950   |
| 1961           | Erik Moraeus, Orsa                        |            | "För genuint låtspel och framgångsrikt främjande av spelmanstraditionen i hembygden" | 1946   |
| 1963           | Carl Eric Berndt, Lund                    |            | "För genuint låtspel och bevarande av spelmanstraditionen i Skåne" Utdelat 1964 | 1948   |
| 1964           | Nils Löfgren, Malmö                       |            | "För skickligt spel och framgångsrikt främjande av spelmansrörelsen i Skåne" | 1952   |
| 1965           | Lars-Erik Forslin, Borgsjö                |            | "För genuint låtspel och framgångsrikt främjande av spelmanstraditionen" | 1950   |
| 1966           | Udd Axel Johansson, Hedemora              |            | "För framstående spelmansgärning och fruktbärande insats för hembygdens folkmusik och folkdans" | 1946   |
| 1967           | Petters Erik Eriksson, Rättvik            |            | "För genuint och traditionsrikt spel av äkta rättvikslåtar" | 1948   |
| 1967           | Leonard Larsson "Viksta-Lasse", Viksta    |            | "För hängiven och framstående spelmansgärning" | -      |
| 1969           | Bertil Rydberg, Vintrosa                  |            | "För framgångsrikt vårdande av Smålands och Närkes låttraditioner" | 1957   |
| 1970           | Elin Lisslass, Transtrand                 |            | "För mästerlig kölning i Transtrands-tradition" | 1970   |
| 1970           | Anton Högerberg, Ånge                     |            | "För genuint och mästerligt spel av medelpadslåtar" | 1950   |
| 1971           | Anna Karlsson, Transtrand                 |            | "För mästerlig kölning i Transtrands-tradition" | -      |
| 1971           | Nils Agenmark, Stockholm                  |            | "För mästerligt fullföljande av spelmanstradition efter Hjort Anders" | 1971   |
| 1971           | Karin Edvardsson Johansson, Transtrand    |            | "För mästerlig kölning i Transtrands-tradition" | 1971   |
| 1972           | Pelle Jakobsson, Orsa                     |            | "För mästerligt spel på lur, horn, pipa och fiol" | 1948   |
| 1972           | Erik Gustavsson, Karlstad                 |            | "För genuint och förnämligt spel av värmländska låtar" | 1943   |
| 1973           | Carl Gustav Färje, Älvdalen               |            | "För mästerligt spel på lur, horn och pipa" | 1948   |
| 1973           | Gustaf Päkkos, Bingsjö                    |            | "För mästerligt och traditionsrikt spel av bingsjölåtar" | 1950   |
| 1974           | Assar Bengtsson, Staffanstorp             |            | "För virtuost spel av genuina skånelåtar på träskofiol och fiol" | 1964   |
| 1974           | Gösta Sandström, Täby                     |            | "För ypperligt spel av upplandslåtar på nyckelharpa" | 1948   |
| 1975           | Ivar Tallroth, Uppsala                    |            | "För mästerligt spel på fiol och nyckelharpa och fin uppländsk tradition efter August Bohlin" | 1942   |
| 1976           | Pers Erik Olsson, Rättvik                 |            | "För mästerligt och traditionsrikt spel av rättvikslåtar" | 1965   |
| 1976           | Ekor Anders Andersson, Evertsberg         |            | "För mästerligt och traditionsrikt spel av älvdalslåtar" | -      |
| 1977           | Artur Lundberg, Hogdal                    |            | "För mästerligt och traditionsmedvetet spel av låtar från norra Bohuslän" | 1973   |
| 1978           | Anders Sparf, Rättvik                     |            | "För skickligt spel, mångsidighet och medvetenhet i bevarandet och vidareförandet av spelmanstraditioner från Rättvik"                                                                                | -      |
| 1978           | Sven Härdelin, Delsbo                     |            | "För bevarande och vidareförande av spelmanstraditioner i norra Hälsingland" | 1944   |
| 1979           | Päckos Helmer Olsson, Bingsjö             |            | "För traditionsmättat och mästerligt spel av låtarna efter sin fader, storspelmannen Peckos Olle i Bingsjö"                                                                                           | 1948   |
| 1980           | Anton Jernberg, Österbybruk               |            | "För mästerligt spel av låtar på fiol samt bevarande av folkmusik från Gästrikland efter fadern Gustav Jernberg och en initiativrik gärning inom folkmusik, dans och instrumentbygge vid Österbybruk" | 1943   |
| 1980           | Helge Nilsson, Bergsjö                    |            | "För mästerligt spel på fiol av låtar från Hälsingland samt traditionsbevarnade forskargärning" | 1966   |
| 1981           | Bengt Löfberg, Fagerhult                  |            | "För mästerligt fiolspel samt värdefullt och banbrytande forskningsarbete om låtar och spelmän från Småland"                                                                                          | 1970   |
| 1982           | Ceylon Wallin, Uppsala                    |            | "För mästerligt och genuint nyckelharpospel av låtar från Roslagen" | 1971   |
| 1982           | Hans Börtas, Rättvik                      |            | "För mästerligt och traditionsbevarande spel av låtar från Rättvik" | 1948   |
| 1983           | Ragnar Karlsson, Enskede                  |            | "För mästerligt spel på fiol och nyckelharpa av låtar i tradition efter fadern August Karlsson, Rosersberg, Uppland"                                                                                  | 1977   |
| 1983           | Allan Carlsson, Blattnicksele             |            | "För mästerligt och traditionsrikt spel på fiol av låtar från Västerbotten och en mycket värdefull ledargärning i folkmusikens tjänst"                                                                | 1957   |
| 1984           | Hans Bryntesson, Karlstad                 |            | "För traditionsrikt och mästerligt spel av låtar från Eda" | 1972   |
| 1985           | Evert Wernberg, Sundsvall                 |            | "För mästerligt spel av medelpadslåtar i stark tradition" | 1946   |
| 1986           | Björn Ståbi, Korskrogen                   |            | "För mästerligt och traditionsmedvetet framförande av svensk folkmusik, i synnerhet Orsa-arvet" | 1961   |
| 1987           | Kurt Tallroth, Harbonäs                   |            | "För mästerligt och traditionsrikt spel av upplandslåtar på såväl klarinett som fiol och nyckelharpa"                                                                                                 | 1954   |
| 1988           | Anselm Hellström, Vikbolandet             |            | "För traditionsrikt och mästerligt spel av låtar från Vikbolandet, Östergötland" | 1982   |
| 1989           | Svante Pettersson, Gotland                |            | "För mästerligt spel samt bevarande av den gotländska folkmusiken genom ett mycket omfattande uppteckningsarbete"                                                                                     | 1943   |
| 1990           | Axel Andersson, Nyköping                  |            | "För mästerligt och mycket traditionsrikt spel av låtar från Södermanland" | 1945   |
| 1991           | Nelly Östlund, Horndal                    |            | "för traditionsrikt, virtuost och personlig spel av låtar från Hälsingland och Dalarna" | 1950   |
| 1992           | Pelle Björnlert, Edsbruk                  |            | "För mästerligt spel och förnyelse av äldre spelmanstraditioner i Östergötland och Småland" | 1974   |
| 1993           | Pers Hans Olsson, Rättvik                 |            | "För mästerligt och uttrycksfullt spel av låtar i rättvikstradition" | 1965   |
| 1994           | Edvard "Skogsby-Lasse" Larsson, Kall      |            | "För traditionsrikt, virtuost och mästerligt spel på munspel av låtar från Jämtland" | 1982   |
| 1995           | Ole Hjorth, Stockholm                     |            | "För mästerligt låtspel i Hjort Anders-tradition" |        |
| 1996           | Kalle Almlöf, Malung                      |            | "för mästerligt och personligt spel i Västerdalstradition" | 1972   |
| 1997           | Styrbjörn Bergelt, Stockholm              |            | "för mästerligt och föredömligt låtspel på stråkharpa, silverbasharpa och pipor" | 1983   |
| 1997           | Sture Sahlström, Tobo                     |            | "för mästerligt och traditionsrikt spel av låtar från Uppland" | 1954   |
| 1998           | Thore Härdelin (d.y.), Delsbo             |            | "för traditionsrikt och temperamentsfullt spel av hälsingelåtar" | 1967   |
| 1999           | Sören Johansson, Dorotea                  |            | "för klangfullt och stilbildande spel av låtar från södra Lappland" | 1983   |
| 2000           | Einar Hansander, Vänersborg               |            | "för mästerligt och traditionsmedvetet spel av låtar från Dalsland" | 1977   |
| 2001           | Anders Liljefors, Storvreta               |            | "för mästerligt och stilfullt spel av upplandslåtar på fiol" | 1988   |
| 2002           | Erik Englund, Bispgården                  |            | "för gediget och traditionsrikt spel av låtar från Jämtland" | 1962   |
| 2002           | Marie (numera Martin) Stensby, Hammerdal  |            | "för briljant och stilmedvetet spel av låtar från Bohuslän" | 1975   |
| 2003           | Mats Andersson, Vaksala                   |            | "för mästerligt och traditionsrikt låtspel på klarinett" | 1971   |
| 2004           | O'tôrgs-Kaisa Abrahamsson, Bergsjö        |            | "för mästerligt och personligt låtspel i hälsingetradition" | 1978   |
| 2005           | Tony Wrethling, Sandviken                 |            | "för mästerligt och traditionsmedvetet spel av låtar från Gästrikland." | 1976   |
| 2006           | Per Gudmundson, Falun                     |            | "för mästerligt och stilfullt spel i rättvikstradition på fiol samt briljant och traditionsmedvetet spel på säckpipa"                                                                                 | 1973   |
| 2006           | Kungs Levi Nilsson, Siljansnäs            |            | "för mästerligt traditionsrikt spel av låtar från Leksand" | 1965   |
| 2007           | Karin Wallin, Helsingborg                 |            | "för mästerligt, dansant och personligt spel av låtar från Skåne" | 1993   |
| 2008           | Ulf Störling, Insjön                      |            | "för mästerligt och traditionsrikt spel av låtar från södra Hälsingland" |        |
| 2009           | Alf Olsson, Säffle                        |            | "för mästerligt, briljant och traditionsrikt spel av låtar från Svanskog" | 1984   |
| 2009           | Per-Olof Moll, Karlstad                   |            | "för mästerligt, genuint och traditionsmedvetet spel av låtar från Särna" | 1981   |
| 2010           | Sonia Sahlström, Uppsala                  |            | "för mästerligt och traditionsrikt spel av låtar från Uppland" | 1979   |
| 2010           | Peter Hedlund, Vallsta                    |            | "för mästerligt, briljant och traditionsmedvetet nyckelharpospel" | 1975   |
| 2011           | Svante Lindqvist, Luleå                   |            | "för mästerligt, stilmedvetet och personligt spel av låtar från Norrbotten" | 1977   |
| 2012           | Erik Pekkari, Värna, Åtvidaberg           |            | "för mästerligt, briljant och traditionsmedvetet spel på tvåradigt durspel" | 1994   |
| 2013           | Nisse Nordström, Upplands Väsby           |            | "För genuint och dansant spel av låtar från Uppland" | 1974   |
| 2013           | Olov Johansson, Dalby, Uppsala            |            | "För mästerligt och traditionsmedvetet spel av upplandslåtar på nyckelharpa" | 1984   |
| 2014           | Torbjörn Näsbom, Umeå                     |            | "För virtuost, mästerligt och traditionsmedvetet spel på fiol och nyckelharpa" |        |
| 2015           | Eva Blomquist-Bjärnborg, Alvesta          | Fiol       | "För briljant och traditionsmedvetet spel av smålandslåtar" | 1981   |
| 2015           | Magnus Gustafsson, Värends Nöbbele        | Fiol       | "För traditionsrikt och dansant spel av låtar från Småland" | 1987   |
| 2016           | Leif Göras, Rättvik                       |            | "För mästerligt, genuint och traditionsrikt spel av låtar från Rättvik" |        |
| 2016           | Anders Jakobsson, Orsa                    |            | "För mästerligt, briljant och traditionsrikt spel av låtar från Orsa" | 1970   |
| 2017           | Bo Larsson, Björklinge                    |            | "För mästerlig spelmansgärning och traditionsrikt spel av låtar från Uppland" | 1969   |
| 2017           | Carina Normansson, Sala                   |            | "För mästerligt och stilfullt spel av låtar från Västmanland" | 1979   |
| 2018           | Anders Henriksson, Järvsö                 |            | "För mästerligt, stilfullt och traditionsrikt spel av låtar från Hälsingland" | 1979   |
| 2019           | Mats Edén                                 |            | "För utomordentligt skickligt, stilmedvetet och personligt spel av värmlandslåtar på fiol och durspel"                                                                                                | 1979   |
| 2021           | Rickard Näslin, Rödön                     |            | "För mästerligt, stilfullt och traditionsrikt spel av låtar från Jämtland" | 1978   |
| 2021           | Kjell-Erik Eriksson, Frösön               |            | "För mästerligt, personligt och traditionsrikt spel av låtar från Jämtland" | 2015   |
| 2022           | Alm Nils Ersson, Siljansnäs               |            | ”För mästerlig gestaltning och traditionsrikt spel av låtar från leksandsbygden.” | 1961   |
| 2023           | Britt Forsströmsson, Malmö                |            | ”För mästerligt och inspirerande spel av låtar från Blekinge.” | 1980   |
| 2023           | Anders Svensson, Älmhult                  |            | ”För briljant, livfullt och personligt spel av smålandslåtar.” | 1989   |
| 2024           | Siw Burman, Lycksele                      | Fiol       | ”För traditionsmedvetet, klangfullt och briljant spel av låtar från Västerbotten.” | 2011   |
| 2024           | Simon Simonsson, Alfta                    | Fiol       | ”För uttrycksfullt, genuint och personligt låtspel.” | 1976   |
| 2025           | Bernt Lindström, Lingbo                   | Horn       | "För mästerligt, traditionsrikt och uttrycksfullt spel på horn" | 1999   |

* utdelningarna av silvermärken till Granhammar 1931, Dahlgren 1933 och Iderström 1942 gjordes utan uppspelning och beslutades av Ungdomsringens styrelse.

## Riksspelmän med Zornmärket i silver
| År   | Pristagare                                                 | Instrument                       | Motivering                                                                                   | Guld |
| ---- | ---------------------------------------------------------- | -------------------------------- | -------------------------------------------------------------------------------------------- | ---- |
| 1933 | Olof Tillman, Floda                                        | Fiol                             |                                                                                              |      |
| 1933 | Valdemar Dahlgren, Arvika                                  |                                  |                                                                                              |      |
| 1933 | Ivar Hultqvist, Norrköping                                 | Fiol                             |                                                                                              |      |
| 1933 | Bernhard Jansson, Stockholm                                | Fiol och nyckelharpa             |                                                                                              |      |
| 1934 | Soling Anders Hansson                                      | Fiol                             |                                                                                              |      |
| 1935 | Ragnar Edenholm, Örebro                                    | Fiol                             |                                                                                              |      |
| 1935 | Axel Hammarberg, Lillhärdal                                | Fiol                             |                                                                                              |      |
| 1935 | Karl Hammarberg, Lillhärdal                                | Fiol                             |                                                                                              |      |
| 1935 | Valter Kihlberg, Örebro                                    | Fiol                             |                                                                                              |      |
| 1935 | Anton Karlsson Kärnheim, Örebro                            | Fiol                             |                                                                                              |      |
| 1935 | Edvard Norman, Säter                                       | Fiol                             |                                                                                              |      |
| 1935 | Ingvar Norman, Säter                                       | Fiol                             |                                                                                              | 1956 |
| 1935 | Einar Olsson, Lillkyrka                                    |                                  |                                                                                              | 1948 |
| 1935 | Ernst Olsson, Örebro                                       | Fiol                             |                                                                                              |      |
| 1935 | Evert Sahlberg, Hallsberg                                  | Fiol                             |                                                                                              |      |
| 1935 | Karl Stenström, Slöinge                                    | Fiol                             |                                                                                              |      |
| 1935 | Sten Weibring, Vindeln                                     | Nyckelharpa, träskofiol och fiol |                                                                                              |      |
| 1936 | Henning Olsson, Ramlösa                                    | Fiol                             |                                                                                              |      |
| 1936 | Axel Pettersson, Källna                                    | Fiol                             |                                                                                              |      |
| 1936 | Sven "Kom-Sven" Svensson, Malmö                            | Fiol                             |                                                                                              |      |
| 1936 | Birger Grönberg, Bedinge                                   | Silverbasharpa                   |                                                                                              |      |
| 1937 | Carl Erik Hartman, Bångbro                                 | Klarinett                        | För goda låtar gott spel och högt skattat arbete för folkmusiken.                            |      |
| 1937 | Gustaf Wetter, Katrineholm                                 | Fiol                             | För gott spel och värdefullt arbete i folkmusikens tjänst.                                   | 1948 |
| 1937 | Evert Åhs, Blyberg                                         | Fiol                             | För gott och stilenligt spel och synnerligen gott låtval.                                    | 1956 |
| 1937 | Börje Allander, Stråssa                                    |                                  | För gott spel och värdefulla egna låtar                                                      |      |
| 1937 | Selim Olsson Bengtlars, Malung                             | Fiol                             | För utmärkt spel och en synnerligen god repertoar.                                           |      |
| 1938 | Rickard Ahlberg, Sköldinge                                 | Fiol                             |                                                                                              |      |
| 1942 | Gössa Anna Andersson, Orsa                                 | Fiol                             |                                                                                              |      |
| 1942 | Gössa Anders Andersson, Orsa                               | Klarinett                        |                                                                                              |      |
| 1942 | Knis Karl Aronsson, Stockholm                              | Fiol, horn och spelpipa          |                                                                                              | 1956 |
| 1942 | August Bohlin, Uppsala                                     | Fiol                             | För gott spel och goda låtar samt gott arbete till folkmusikens fromma.                      |      |
| 1942 | Hans Gesar, Rättvik                                        | Fiol                             |                                                                                              |      |
| 1942 | Gustaf Jernberg, Österbybruk                               | Fiol                             | För gott spel och goda egna låtar samt utmärkt arbete till folkmusikens fromma.              |      |
| 1942 | Johan Olsson, Uppsala                                      | Fiol                             | För gott spel och goda låtar samt gott arbete för folkmusiken.                               | 1959 |
| 1942 | Ivar Tallroth, Uppsala                                     | Fiol och nyckelharpa             | För gott spel och goda låtar å fiol och nyckelharpa.                                         | 1942 |
| 1943 | Elis Olof Asklöv, Åtvidaberg                               | Fiol och nyckelharpa             |                                                                                              |      |
| 1943 | Erik Gustavsson, Karlstad                                  | Fiol                             | För gott spel.                                                                               | 1972 |
| 1943 | Anton Jernberg, Österbybruk                                | Fiol och viola                   | För gott spel goda låtar och intresserat arbete för folkmusiken.                             | 1980 |
| 1943 | Herbert Jernberg, Österbybruk                              | Fiol                             | För gott spel goda låtar och intresserat arbete för folkmusiken.                             |      |
| 1943 | Josef Lindeskog, Ringarum                                  | Fiol                             |                                                                                              |      |
| 1943 | Svante Pettersson, Bjärs Lärbro                            | Fiol                             |                                                                                              | 1989 |
| 1944 | Edvin Bergqvist, Lottefors                                 | Fiol                             | För utmärkt spel och gott omdöme i låtval.                                                   |      |
| 1944 | Karl Oskar Bergqvist, Järvsö                               | Fiol                             | För goda egna låtar och intresserat arbete för folkmusiken.                                  |      |
| 1944 | Erik Bergsman, Stockholm                                   | Fiol                             | För skickligt spel och präktiga egna låtar.                                                  |      |
| 1944 | Tore Bergsman, Danderyd                                    | Fiol                             | För skickligt spel och präktiga egna låtar.                                                  |      |
| 1944 | Konstantin Dahlgren, Gnarp                                 | Fiol                             | För klart och redigt spel och präktiga låtar                                                 |      |
| 1944 | Elings Samuel Erson, Orsa                                  | Fiol                             |                                                                                              |      |
| 1944 | Lars Fredriksson, Vallsta                                  | Fiol                             |                                                                                              |      |
| 1944 | Olof Gudmundsson, Leksand                                  |                                  |                                                                                              |      |
| 1944 | Ture Gudmundsson, Stockholm                                | Fiol, spelpipa, horn och lur     |                                                                                              | 1954 |
| 1944 | Oskar Hurtig, Stockholm                                    |                                  |                                                                                              |      |
| 1944 | Sven Härdelin, Sundbyberg                                  | Fiol                             | För rent vårdat spel gott låtval och bra egna låtar.                                         | 1978 |
| 1944 | Daniels Anders Jansson, Svärdsjö                           |                                  |                                                                                              |      |
| 1944 | Lennart Kullgren, Leksand                                  |                                  | För präktigt spel och gott låtval.                                                           |      |
| 1944 | Edvin Mill, Ramsjö                                         | Fiol                             | För klart redigt spel och präktiga låtar.                                                    |      |
| 1944 | Myr Hans Nilsson, Alfta                                    |                                  |                                                                                              |      |
| 1944 | Olof Nordén, Vallsta                                       | Fiol                             | För synnerligen goda egna låtar och intresserat arbete för folkmusiken.                      | 1954 |
| 1944 | Anders Olsson, Arbrå                                       | Fiol                             | För äkta gammaldags spelsätt och utmärkt låtval.                                             |      |
| 1944 | Lars Orre, Älvdalen                                        |                                  |                                                                                              |      |
| 1944 | Ester Jonsdotter Öst, Meselefors                           | Fiol                             | För präktigt spel och utmärkt anpassning i samspel.                                          |      |
| 1945 | Axel Andersson, Vadsbro                                    |                                  | För utmärkta egna låtar och bra spel.                                                        | 1990 |
| 1945 | Hjalmar Björklund, Oxelösund                               |                                  | För bra låtar och spelmansmässigt framförande.                                               |      |
| 1945 | Sven Forsberg, Vadsbro                                     | Fiol                             | För utmärkta låtar och gott spel.                                                            |      |
| 1945 | Jan Martin Johansson, Stuvsta                              |                                  | För utmärkt spel och intresserat arbete för folkmusiken.                                     |      |
| 1945 | Karl Larsson "Fryksdals-Lasse", Göteborg                   |                                  | För gott spel och värdefullt arbete för folkmusiken.                                         |      |
| 1945 | Nils Evert Melin, Skogstorp                                |                                  | För goda egna låtar och utmärkt spel.                                                        |      |
| 1945 | Hugo Pettersson, Eskilstuna                                | Fiol                             | För utmärkta egna låtar och bra spel.                                                        |      |
| 1945 | Karl Skoglund, Göteborg                                    | Fiol                             | För präktiga låtar och utmärkt spel.                                                         |      |
| 1945 | Nils Ståhlberg, Axvall                                     | Fiol och blockflöjt              | För högt skattat arbete för svensk folkmusik.                                                |      |
| 1945 | Johan Henrik Thorsell, Skogstorp                           | Fiol                             | För goda egna låtar och intresserat arbete i folkmusikens tjänst.                            |      |
| 1946 | Gulis Erik Andersson, Orsa                                 | Fiol                             | För goda låtar och stilenligt spel.                                                          |      |
| 1946 | Anders Ernst Arkö, Mora                                    | Fiol                             | För vårdat spel och allmänt intresse för bygdemusiken.                                       |      |
| 1946 | John Erik Bergsman, Gnesta                                 | Fiol                             | För präktiga låtar och intresserat arbete för bygdemusiken.                                  |      |
| 1946 | Sverre Blomgren, Karlstad                                  |                                  | För goda låtar och bra spel.                                                                 |      |
| 1946 | Hans Börjes, Rättvik                                       | Fiol                             | För goda låtar och utmärkt spel.                                                             |      |
| 1946 | John A. Carlö, Stockholm                                   | Fiol                             | För mångårigt gott arbete för folkmusiken samt goda egna låtar.                              |      |
| 1946 | Eric Olof Ericsson, Sandviken                              | Fiol                             | För utmärkt spel och goda låtar.                                                             |      |
| 1946 | Ture Hedberg, Sundbyberg                                   | Fiol                             | För utmärkta låtar och gott spel.                                                            |      |
| 1946 | Fritz Holmgren, Marsfjäll                                  | Fiol                             | För utmärkt spel och präktiga låtar.                                                         |      |
| 1946 | Åke Holmström, Åsträsk                                     | Fiol                             | För gott spel och goda låtar.                                                                |      |
| 1946 | Karl Hägg, Bjärges                                         | Fiol                             | För goda låtar gott spel och stort intresse för hembygdens musik.                            |      |
| 1946 | Lars-Olof Hällsten, Vilhelmina                             | Fiol                             | För framgångsrikt arbete för bygdemusiken och goda egna låtar.                               |      |
| 1946 | Jonas Emanuel Isaksson, Vilhelmina                         | Fiol                             | För utmärkta låtar och präktigt spel.                                                        |      |
| 1946 | Sven Johansson, Lycksele                                   |                                  | För präktiga låtar och utmärkt spel.                                                         |      |
| 1946 | Udd Axel Johansson, Avesta                                 | Fiol                             | För bra låtar och utmärkt spel.                                                              | 1966 |
| 1946 | P. Olof Karlkvist, Abrahamsberg                            | Fiol                             | För präktiga låtar och utmärkt spel.                                                         |      |
| 1946 | Oskar Rickard Larsson, Uppsala                             | Nyckelharpa                      | För goda egna låtar och karaktäristiskt spel på nyckelharpa.                                 |      |
| 1946 | Erik Moraeus, Stockholm                                    | Fiol och spelpipa                | För utmärkta låtar och förträffligt spel.                                                    | 1961 |
| 1946 | Emanuel "Manne" Olofsson, Bräcke                           | Fiol                             | För vårdat spel och utmärkta låtar.                                                          |      |
| 1946 | Jonas Ax. Olofsson, Vilhelmina                             | Fiol                             | För goda låtar och visat intresse för bygdemusiken.                                          |      |
| 1946 | Nils Olsson, Sundsvall                                     | Fiol                             | För synnerligen intresserat arbete i folkmusikens tjänst.                                    | 1954 |
| 1946 | Harald Pettersson, Sundsbruk                               | Fiol                             | För bra låtar och synnerligen gott spel.                                                     |      |
| 1946 | Nils Presto, Uppsala                                       | Fiol                             | För synnerligen intresserat arbete för bygdemusiken och gott spel.                           |      |
| 1946 | Joel Rådberg, Sandviken                                    | Fiol                             | För präktiga egna låtar och utmärkt spel                                                     |      |
| 1946 | Jonas Röjås, Hisings Backa                                 | Fiol                             | För utmärkta låtar och vårdat spel.                                                          | 1957 |
| 1946 | Eric Sahlström, Tobo                                       | Nyckelharpa                      | För förträffliga låtar och utomordentligt spel på nyckelharpa.                               | 1960 |
| 1946 | Daniel Stenback, Rättvik                                   | Fiol                             | För stilenligt spel och goda låtar.                                                          |      |
| 1946 | Erik Stenberg, Skoghall                                    | Nyckelharpa                      | För goda låtar och stilenligt spel.                                                          |      |
| 1946 | Leonard Ström, Skutskär                                    | Nyckelharpa                      | För goda låtar och stilenligt spel.                                                          |      |
| 1946 | Sven Tallroth, Gamla Uppsala                               | Nyckelharpa                      | För präktiga egna låtar och utmärkt spel på nyckelharpa.                                     |      |
| 1946 | Evert Wernberg, Sundsvall                                  | Fiol                             | För präktiga låtar och utmärkt spel.                                                         | 1985 |
| 1946 | Werner Wernberg, Sundsvall                                 | Fiol                             | För präktiga låtar och utmärkt spel.                                                         |      |
| 1946 | Seve Åsbrandt, Tullingsås                                  | Fiol                             | För utmärkt spel och goda egna låtar.                                                        |      |
| 1946 | Erik Öst, Stockholm                                        | Fiol                             | För utmärkt spel god teknik och bra egna låtar.                                              |      |
| 1948 | Carl-Erik Berndt, Lund                                     | Träskofiol och fiol              | För förträffligt spel och utmärkta egna låtar.                                               | 1963 |
| 1948 | Sven Bohm, Malung                                          | Fiol                             | För redigt och vackert spel och gott låtval.                                                 |      |
| 1948 | Erik Bäckman, Skattungbyn                                  | Horn                             | För utmärkt och traditionsenligt spel på vallhorn.                                           |      |
| 1948 | Hans Börtas, Hagalund                                      | Fiol                             | För synnerligen gott spel och värdefulla låtar.                                              | 1982 |
| 1948 | Harry Christiansson, Orsa                                  | Fiol                             | För utmärkta låtar och gott spel.                                                            |      |
| 1948 | Backa Erik Eriksson, Karlstad                              | Fiol                             | För utmärkt spel präktiga låtar och värdefull insats i låtkulturen.                          |      |
| 1948 | Johannes Eriksson, Mora                                    | Fiol                             | För utmärkt spel och låtval.                                                                 |      |
| 1948 | Petters Erik Eriksson, Backa, Rättvik                      | Fiol                             | För utmärkta låtar och gott spel.                                                            | 1967 |
| 1948 | Carl Gustav Färje, Älvdalen                                | Horn och flöjt                   | För vårdat spel och goda låtar på folkliga blåsinstrument.                                   | 1973 |
| 1948 | Carl Gudmundsäter, Högstrand                               | Fiol                             | För präktigt spel och goda låtar varav en egen.                                              |      |
| 1948 | Jannes Gunnerås, Mora                                      | Fiol och horn                    | För goda låtar och präktigt spel på fiol och horn.                                           |      |
| 1948 | Vikmans Hans Hansson, Boda                                 | Fiol                             | För präktigt spel och goda låtar.                                                            |      |
| 1948 | Gustaf Hertsjö, Stockholm                                  | Fiol                             | För utmärkt spel och bra egna låtar.                                                         |      |
| 1948 | Harry Holmquist, Norrköping                                | Fiol                             | För präktiga egna låtar och gott spel.                                                       |      |
| 1948 | Ernst Gottfrid Hägg, Uppsala                               | Fiol                             | För utmärkt spel och bra låtar.                                                              |      |
| 1948 | Martin Inge, Hedemora                                      | Fiol                             | För utmärkt spel och värdefulla låtar.                                                       |      |
| 1948 | Per Jakobsson, Säter                                       | Fiol, horn och spelpipa          | För goda låtar och synnerligen gott spel på fiol horn och pipa.                              | 1972 |
| 1948 | Vilhelm Järnberg, Orsa                                     | Fiol                             | För karakteristiskt spel och goda låtar.                                                     |      |
| 1948 | Erik Klockar, Stockholm                                    | Fiol                             | För utmärkt spel och präktiga låtar.                                                         |      |
| 1948 | Edvin Larsson, Högstrand                                   | Fiol                             | För vackert traditionsrikt spel.                                                             |      |
| 1948 | L. Rune Lundqvist, Storviks Hammarby                       | Fiol                             | För utmärkt spel och präktiga låtar.                                                         |      |
| 1948 | Ernst K. Magnusson, Borlänge                               | Fiol och klarinett               | För utmärkta låtar och vårdat spel.                                                          |      |
| 1948 | Dyrsmeds Olof "Pål-Olle d.y." Olsson, Rättvik              | Fiol                             | För präktiga låtar och gott karakteristiskt spel.                                            | 1957 |
| 1948 | Gösta Olsson, Munkfors                                     | Fiol                             | För utmärkt spel och bra låtar.                                                              |      |
| 1948 | Päckos Helmer Olsson, Bingsjö                              | Fiol                             | För präktiga låtar och gott karakteristiskt spel.                                            | 1979 |
| 1948 | Troskari Mats Olsson, Malungsfors                          | Fiol                             | För gagnelig gärning till fromma för västerdalarnas folkmusik.                               |      |
| 1948 | Gösta Sandström, Enebyberg                                 |                                  | För utmärkt spel och goda låtar.                                                             | 1974 |
| 1948 | Ragnar Schelén, Stockholm                                  | Fiol                             | För bra egna låtar och intresserat arbete för folkmusiken                                    |      |
| 1948 | Erik Skogh, Årsunda                                        | Fiol                             | För bra spel och präktiga låtar.                                                             |      |
| 1948 | Leisme Herman Strömberg, Malung                            | Fiol                             | För traditionsbärande spelmansgärning till fromma för västerdalarnes folkmusik.              |      |
| 1948 | Rudolf Sundqvist, Malung                                   | Fiol                             | För utmärkt spel och visat intresse för folkmusiken.                                         |      |
| 1948 | Artur Tallroth, Gamla Uppsala                              | Fiol                             | För gott spel och utmärkta egna låtar.                                                       |      |
| 1948 | Nils Tillman, Dala Floda                                   | Fiol                             | För bra egna låtar och gott spel                                                             |      |
| 1948 | Ville Toors, Malung                                        | Fiol                             | För gott låtval och spel                                                                     |      |
| 1948 | Bengt Herman Åsbrink, Gävle                                | Fiol                             | För utmärkt spel och bra egna låtar.                                                         |      |
| 1949 | Gustav Boström, Torstorp i Finspång                        | Fiol                             | För präktiga låtar och bra spel.                                                             |      |
| 1949 | Torsten Harald Edlund, Borås                               | Fiol                             | För bra spel och värdefull spelmansgärning.                                                  |      |
| 1949 | Ivar Hallberg, Tråvad                                      | Fiol och nyckelharpa             | För bra spel på nyckelharpa och fiol.                                                        |      |
| 1949 | Sven Hardal, Norrköping                                    | Fiol                             | För gott spel och goda insatser i spelmansrörelsen.                                          |      |
| 1949 | Alvar Ingvaldsson, Åby                                     |                                  | För utmärkt spel och goda låtar                                                              |      |
| 1949 | Georg Ingvaldsson, Åby                                     |                                  | För utmärkt spel och goda egna låtar.                                                        |      |
| 1949 | Anton O. Nicklasson, Partille                              | Fiol                             | För präktiga låtar och gott spel.                                                            |      |
| 1949 | Gunnar Näslund, Upplands Dalby                             | Fiol och nyckelharpa             | För präktiga låtar och gott spel på fiol och nyckelharpa.                                    |      |
| 1949 | Kjell Skuncke, Norrköping                                  | Fiol                             | För goda låtar och gott spel.                                                                |      |
| 1949 | Rudolf Svensson, Göteborg                                  | Fiol                             | För goda låtar och karakteristiskt spel.                                                     |      |
| 1949 | Gösta Öhrberg, Göteborg                                    | Fiol                             | För utmärkta låtar och bra spel.                                                             |      |
| 1950 | Ivar Abramsson, Borgsjö                                    | Fiol                             |                                                                                              |      |
| 1950 | Matts Arnberg, Lidingö                                     | Fiol                             |                                                                                              | 1954 |
| 1950 | Joel Böhlén, Lidensboda                                    | Fiol                             |                                                                                              |      |
| 1950 | Bengt Carlsson, Norrköping                                 | Fiol                             |                                                                                              |      |
| 1950 | Åke Carlsson, Tranås                                       | Fiol                             |                                                                                              |      |
| 1950 | Jon Engström, Lomsjökullen                                 | Fiol                             |                                                                                              |      |
| 1950 | Hansollas Jonas Eriksson, Boda                             | Fiol                             |                                                                                              |      |
| 1950 | Olle Falk, Offerdal                                        | Fiol                             |                                                                                              | 1960 |
| 1950 | Lars-Erik Forslin, Erikslund, Östersund                    | Fiol                             |                                                                                              | 1965 |
| 1950 | Olof Funk, Rättvik                                         | Fiol                             |                                                                                              |      |
| 1950 | Gereon Fält, Älvdalen                                      | Fiol                             |                                                                                              |      |
| 1950 | Erik Gerdin, Järkvissle                                    | Fiol                             |                                                                                              |      |
| 1950 | Jöns Jonas Hansson, Boda                                   | Fiol                             |                                                                                              |      |
| 1950 | Päckos Gustaf Hansson, Bingsjö                             | Fiol                             |                                                                                              | 1973 |
| 1950 | Thora Ingrid Holmgren, Marsfjäll                           | Fiol                             |                                                                                              |      |
| 1950 | Sigvard Huldt, Visby                                       | Fiol                             |                                                                                              |      |
| 1950 | Karl Johan Hultberg, Saxdalen                              | Fiol                             |                                                                                              |      |
| 1950 | Anton Högerberg, Borgsjö                                   | Fiol                             |                                                                                              | 1970 |
| 1950 | Torgny Johansson, Evertsberg                               |                                  |                                                                                              |      |
| 1950 | Algot Jorlin, Trollbäcken                                  | Fiol                             |                                                                                              |      |
| 1950 | K. Arvid Karlsson "Spel-Arvid", Bettna                     | Fiol                             |                                                                                              |      |
| 1950 | Torsten Karlsson, Sundsvall                                | Fiol                             |                                                                                              |      |
| 1950 | Erik Lindström, Orsa                                       | Fiol                             |                                                                                              |      |
| 1950 | Albin Lodin, Matfors                                       | Fiol                             |                                                                                              |      |
| 1950 | Bror Magnusson, Insjön                                     | Fiol                             |                                                                                              |      |
| 1950 | Fritiof Mesch, Linsell                                     | Fiol                             |                                                                                              |      |
| 1950 | Anton Moraeus, Orsa                                        | Fiol                             |                                                                                              |      |
| 1950 | Karl Johan Möller, Stockholm                               | Fiol                             |                                                                                              |      |
| 1950 | Jonas Nahlin, Bispgården                                   | Fiol                             |                                                                                              |      |
| 1950 | Andreas Nilsson, Mörsil                                    | Fiol                             |                                                                                              |      |
| 1950 | Per Nilsson, Ånge                                          | Fiol                             |                                                                                              |      |
| 1950 | Axel Norling, Getå                                         | Fiol                             |                                                                                              |      |
| 1950 | Einar Norsåsen, Fredriksberg                               | Fiol                             |                                                                                              |      |
| 1950 | Göte Olsson, Malmö                                         |                                  |                                                                                              |      |
| 1950 | Magnus Olsson, Bollnäs                                     | Fiol                             |                                                                                              |      |
| 1950 | Måns Olsson, Mattmar                                       | Fiol                             |                                                                                              |      |
| 1950 | Nylands Erik Olsson, Bingsjö                               | Fiol                             |                                                                                              |      |
| 1950 | Nylands Jonas Olsson, Bingsjö                              | Fiol                             |                                                                                              |      |
| 1950 | Börjes Olof Samuelsson, Rättvik                            | Fiol                             |                                                                                              |      |
| 1950 | Anders Sandberg, Orsa                                      | Fiol och spelpipa                |                                                                                              |      |
| 1950 | Carl Stefansson, Vansbro                                   | Fiol                             |                                                                                              |      |
| 1950 | Hans Strömstedt, Sundsvall                                 | Fiol                             |                                                                                              |      |
| 1950 | Johan Svensson, Sollerön                                   | Fiol                             |                                                                                              |      |
| 1950 | John Säbb, Rättvik                                         | Fiol                             |                                                                                              |      |
| 1950 | Vilhelm Tysk, Rättvik                                      | Fiol                             |                                                                                              |      |
| 1950 | Osvald Wallin, Härnösand                                   | Fiol                             |                                                                                              |      |
| 1950 | Gösta Wernberg, Sundsvall                                  | Fiol                             |                                                                                              |      |
| 1950 | Hilding Wirsin, Landvetter                                 | Fiol                             |                                                                                              |      |
| 1950 | Nelly Östlund, Horndal                                     | Fiol                             |                                                                                              | 1991 |
| 1952 | Bertil Andersson, Dals Grinstad                            | Fiol                             | För utmärkt spel och goda låtar.                                                             |      |
| 1952 | Johan Albert Andersson, Uppsala                            | Fiol                             | För bra spel och goda låtar.                                                                 |      |
| 1952 | Carl Gustaf Axelsson, Flodafors                            | Fiol                             | För gott spel och goda egna låtar.                                                           |      |
| 1952 | Evert Bredberg, Njurunda                                   | Fiol                             | För utmärkta låtar och gott spel.                                                            |      |
| 1952 | Prest Olof Eliasson, Rättvik                               | Fiol                             | För utmärkta låtar och stiltoget spel.                                                       |      |
| 1952 | Arvid Sigvard Eriksson, Skoghall                           | Fiol                             | För goda låtar och gott spel.                                                                |      |
| 1952 | Helge Forslin, "Erikslund, Östersund"                      | Fiol                             | För präktiga låtar och bra spel.                                                             |      |
| 1952 | Sigfrid Fridman, Hagfors                                   | Fiol                             | För präktiga låtar och utmärkt spel.                                                         |      |
| 1952 | Helmer Gladh, Bollnäs                                      | Fiol                             | För gott spel och präktiga låtar.                                                            |      |
| 1952 | Runo Hellman, Karlsborg                                    | Fiol                             | För bra låtar och gott spel.                                                                 |      |
| 1952 | Olov Jansson, Östervåla                                    | Fiol                             | För präktiga låtar och utmärkt spel.                                                         |      |
| 1952 | Erik Johansson, Bollnäs                                    | Fiol                             | För präktiga låtar och bra spel.                                                             |      |
| 1952 | Clas Ivar Karlsson, Stockholm                              | Fiol                             | För gott spel och bra låtar.                                                                 |      |
| 1952 | Lennart Kjellström, Enebyberg                              | Nyckelharpa                      | För utmärkt spel och bra låtar.                                                              |      |
| 1952 | Nils Löfgren, Malmö                                        | Fiol                             | För utmärkt spel och goda låtar.                                                             | 1964 |
| 1952 | Axel Hugo Molander, Karlstad                               | Fiol                             | För goda låtar och gott spel.                                                                |      |
| 1952 | Erik H. Nordquist, Rättvik                                 | Fiol                             | För gott låtval och karakteristiskt spel.                                                    |      |
| 1952 | Harald Närlund, Stockholm                                  | Nyckelharpa                      | För bra spel och utmärkta låtar.                                                             |      |
| 1952 | Erik Olsson, Bollnäs                                       | Fiol                             | För bra spel och goda låtar.                                                                 |      |
| 1952 | Ivar Thorn, Bergvik                                        | Fiol                             | För utmärkta låtar och bra spel.                                                             |      |
| 1952 | Olle Wallman, Finnhyttan                                   | Fiol                             | För utmärkt spel och goda låtar.                                                             |      |
| 1953 | Johan Frisk, Mörsil                                        | Fiol                             | För präktiga låtar och stilenligt spel.                                                      |      |
| 1953 | Anders Heljeback "Anners i Logårn", Kövra                  | Fiol                             | För präktiga låtar och stilenligt spel.                                                      |      |
| 1953 | Ola Jonasson, Hotagen                                      | Fiol                             | För präktiga låtar och utmärkt spel.                                                         |      |
| 1953 | Gunnar Jönsson, Albacken                                   |                                  | För goda egna låtar och gott spel.                                                           |      |
| 1953 | Carl Oskar Ling, Stockholm                                 | Fiol                             | För bra egna låtar och gott spel.                                                            |      |
| 1953 | Petrus Nordlander, Ljustorp                                | Fiol                             | För goda låtar och gott spel.                                                                |      |
| 1953 | Daniel Olsson, Föllinge                                    | Fiol                             | För goda låtar och stilenligt spel.                                                          |      |
| 1953 | Olof Olsson, Föllinge                                      | Fiol                             | För goda låtar och stilenligt spel.                                                          |      |
| 1953 | Gustaf Persson, Alsen                                      | Fiol                             | För goda låtar och gott spel.                                                                |      |
| 1953 | Elias Sahlin, Frösön                                       | Fiol                             | För präktiga låtar och stilenligt spel.                                                      |      |
| 1953 | Gunnar Sundin, Matfors                                     | Fiol                             | För präktiga låtar och gott spel.                                                            |      |
| 1954 | Lennart Bergström, Älvsjö                                  | Fiol                             | För utmärkta egna melodier och gott spel.                                                    |      |
| 1954 | G. Hjalmar Blomfeldt, Domnarvet                            | Fiol                             | För stilenligt spel och gagnelig spelmansgärning.                                            |      |
| 1954 | Einar Britt, Blyberg                                       | Fiol och spelpipa                | För präktiga låtar och gott spel.                                                            |      |
| 1954 | Bernt Carseberg, Tumba                                     | Fiol                             | För bra låtar och god stil.                                                                  |      |
| 1954 | Ragnar Forsgren, Örebro                                    | Fiol                             | För präktigt spel och utmärkta låtar.                                                        |      |
| 1954 | Ivar Gyris, Blyberg                                        | Fiol                             | För präktiga låtar och stilfullt spel.                                                       |      |
| 1954 | Oscar Herlitz, Västerhejde                                 |                                  | För utsökta låtar och stilfullt spel.                                                        |      |
| 1954 | Dagmar Lindberg, Uppsala                                   | Fiol                             | För präktiga låtar och stilfullt spel.                                                       |      |
| 1954 | Harry Pettersson, Uppsala                                  | Fiol                             | För utmärkt låtval och gott spel.                                                            |      |
| 1954 | Ernfrid W Roos, Kvarnsveden                                | Fiol                             | För synnerligen gott låtval och utsökt stilenligt spel.                                      |      |
| 1954 | Karl Sahlström, Örbyhus                                    | Fiol                             | För präktiga låtar och gediget spel.                                                         |      |
| 1954 | Sture Sahlström, Örbyhus                                   | Nyckelharpa                      | För gott låtval och utmärkt spel på nyckelharpa.                                             | 1997 |
| 1954 | Manfred Joh. Sundelin, Sollefteå                           | Fiol                             | För mångårigt värdefullt arbete för folkmusiken och gott spel.                               |      |
| 1954 | Albert Söderlund, Norberg                                  | Fiol                             | För präktiga låtar och utomordentligt spel.-Söderqvist.                                      |      |
| 1954 | Curt Tallroth, Söderfors                                   | Klarinett                        | För utmärkta låtar och stilenligt spel.                                                      | 1987 |
| 1956 | Erik Björk, Rättvik                                        | Fiol                             | För god spelmansgärning.                                                                     |      |
| 1956 | Erik Ernlund, Mora                                         | Fiol                             | För präktiga låtar och klangfullt spel.                                                      |      |
| 1956 | Åker Erland Jonsson, Malung                                | Fiol                             | För fina låtar och karaktärsfullt spel.                                                      |      |
| 1956 | Helge von Knorring, Boda                                   | Fiol                             | För förnämliga låtar och stilrent spel.                                                      |      |
| 1956 | Sune von Knorring, Orsa                                    | Fiol                             | För utmärkta låtar och stilrent spel.                                                        |      |
| 1956 | Hilmer Tillman, Dala Floda                                 | Fiol                             | För präktiga låtar och livfullt spel.                                                        |      |
| 1956 | Gunnar Wetterskog, Grytnäs                                 | Fiol                             | För fina låtar och redbart spel.                                                             |      |
| 1956 | Einar Åsberg, Ludvika                                      | Silverbasharpa                   | För stilfullt spel på nyckelharpa.                                                           |      |
| 1957 | Reinhold Andersson, Viken                                  | Fiol                             | För hängiven spelmansgärning.                                                                |      |
| 1957 | Sture Andersson, Skärplinge                                | Fiol                             | För gott och vederhäftigt spel.                                                              |      |
| 1957 | Arne Bohman, Gagnef                                        | Fiol                             | För präktigt och karaktärsfullt spel.                                                        |      |
| 1957 | Bertil Bystedt, Tumba                                      | Fiol                             | För tekniskt högtstående spel.                                                               |      |
| 1957 | Allan Carlsson, Blattnicksele                              | Fiol                             | För gott spel och präktiga låtar.                                                            | 1983 |
| 1957 | Bertil Edvinsson, Holmedal                                 | Fiol                             | För utmärkt egen polska och stilfullt spel.                                                  |      |
| 1957 | Holger Enblom, Gagnef                                      | Fiol                             | För gott och stilenligt spel.                                                                |      |
| 1957 | Åke Enblom, Falun                                          | Fiol                             | För karaktärsfullt spel och stilfulla låtar.                                                 |      |
| 1957 | Jansas Arne Eriksson, Sandviken                            | Fiol                             | För utmärkt spel och förträffliga låtar.                                                     |      |
| 1957 | Ivar Göransson, Hägersten                                  | Fiol                             | För moget spel och originella låtar.                                                         |      |
| 1957 | Blomfeldts Helmy Hansson, Borlänge                         | Fiol                             | För sobert spel och präktiga låtar.                                                          |      |
| 1957 | Ola Henriksson, Östersund                                  | Fiol                             | För livfull tolkning av Lapp Nilslåtar.                                                      |      |
| 1957 | Gustaf Holmqvist, Gagnef                                   | Fiol                             | För utmärkta låtar och stilenligt spel.                                                      |      |
| 1957 | Bengt Jansson, Fredriksberg                                | Fiol                             | För präktigt spel och stilenliga låtar.                                                      |      |
| 1957 | Gunhild Lööv, Gävle                                        | Fiol                             | För kärnfullt och vederhäftigt spel.                                                         |      |
| 1957 | Valentin Malmberg, Västerås                                | Fiol                             | För äkta spelmansstil.                                                                       |      |
| 1957 | Blå Olof "Blånn-Olle" Olsson, Rättvik                      | Fiol                             | För gott stilenligt spel och präktiga låtar.                                                 |      |
| 1957 | Bertil Rydberg, Vintrosa                                   | Fiol                             | För gott spel och goda låtar.                                                                | 1969 |
| 1957 | Gösta Smedberg, Selånger                                   | Fiol                             | För smakfullt låtval och präktigt spel.                                                      |      |
| 1957 | Hugo Steen, Eskilstuna                                     | –                                | För hedrande spelmansgärning.                                                                |      |
| 1957 | Valter Strandh, Grums                                      | Fiol                             | För gott och stilenligt spel och präktiga låtar.                                             |      |
| 1957 | Bertil Utterdahl, Säffle                                   | Fiol                             | För gott stiltroget spel och präktiga låtar.                                                 |      |
| 1957 | Folke Östlund, Horndal                                     | Fiol                             | För karaktärsfullt och skickligt spel.                                                       |      |
| 1958 | Ragnar Bohman, Östersund                                   | Fiol                             | –                                                                                            |      |
| 1958 | Ruth Johansson, Ragunda                                    | Fiol                             | –                                                                                            |      |
| 1958 | Lennart Olsson, Föllinge                                   | Fiol                             | –                                                                                            |      |
| 1958 | Alfred Rönnqvist, Åsarna                                   | Fiol                             | –                                                                                            |      |
| 1958 | Valdemar Strand, Sundsvall                                 | –                                | –                                                                                            |      |
| 1959 | Gustaf Andersson, Eskilstuna                               | Fiol                             | För förnämlig spelmansgärning.                                                               |      |
| 1959 | Erik Ehrling, Falun                                        | Fiol                             | För traditionsmedvetet låtspel och värdefulla melodier.                                      |      |
| 1959 | Axel Hakberg, Skövde                                       | Fiol                             | För traditionsrikt spel och aktad spelmansgärning.                                           |      |
| 1959 | Nils Hellborg, Kvarnby                                     | Fiol                             | För gott spel och typiska skånelåtar.                                                        |      |
| 1959 | Erik E. Nyberg, Gagnef                                     | Horn, Fiol                       | För utmärkt spel på bockhorn.                                                                |      |
| 1959 | Greta Olofsson, Stockholm                                  | Fiol                             | För välklingande spel och förnämliga låtar.                                                  |      |
| 1959 | Nils Th. Olofsson, Stockholm                               | Tvärflöjt                        | För tekniskt högstående spel och originella låtar.                                           |      |
| 1959 | Gunnar Trönnberg, Göteborg                                 | Fiol, Horn                       | För personlig egenart i stil och låtval.                                                     |      |
| 1960 | –                                                          | –                                | Inga uppspelningar hölls detta år.                                                           |      |
| 1961 | Göte ”Saras Göte” Lundback Alfredsson, Siljansnäs          | Fiol                             | För traditionsmedvetet och sirligt spel.                                                     |      |
| 1961 | Åke Axelsson, Skara                                        | Klarinett                        | För utmärkt och traditionsbevarande klarinettspel.                                           |      |
| 1961 | Karl J. Brännlund, Hammarstrand                            | Fiol                             | För skickligt låtspel.                                                                       |      |
| 1961 | Karl Eriksson, Lit                                         | Fiol                             | För välklingande spel av östjämtska låtar.                                                   |      |
| 1961 | Alm Nils Ersson, Siljansnäs                                | Fiol                             | För traditionsmedvetet och talangfullt låtspel.                                              | 2022 |
| 1961 | Kurt Grälls, Vikmanshyttan                                 | Fiol                             | För förnämligt spel och utmärkta låtar.                                                      |      |
| 1961 | Gösta Hörnell, Svärdsjö                                    | Fiol, klarinett, spelpipa        | För mångsidig spelmansgärning.                                                               |      |
| 1961 | Jonas Jonsson, Nälden                                      | Fiol                             | För stilenligt spel av jämtlåtar.                                                            |      |
| 1961 | Werner Jönsson, Eskilstuna                                 | Fiol                             | För välklingande spel och förnämliga låtar.                                                  |      |
| 1961 | Carl Lager, Uppsala                                        | Nyckelharpa                      | För utmärkt spel på nyckelharpa.                                                             |      |
| 1961 | Folke Birger Larsson, Luleå                                | Fiol                             | För utomordentligt spel och goda låtar.                                                      |      |
| 1961 | Anders Lundberg, Fredriksberg                              | Fiol                             | För utmärkta låtar och redigt spel.                                                          |      |
| 1961 | Arthur Nestler, Stockholm                                  | Fiol                             | För välklingande spel och goda låtar.                                                        |      |
| 1961 | Ivar Stolpe, Äppelbo                                       | Fiol                             | För gott spel och bra låtar.                                                                 |      |
| 1961 | Björn Ståbi, Stockholm                                     | Fiol                             | För högtstående spel i genuin Orsatradition.                                                 | 1986 |
| 1961 | Sven Tufvesson, Barsebäck                                  | Fiol, träskofiol                 | För utmärkt och traditionsbevarande spel på träskofiol.                                      |      |
| 1961 | Sven Emanuel Viklund, Nederede                             | Fiol                             | För frejdigt spel och utmärkta låtar.                                                        |      |
| 1961 | Erik Årjes, Leksand                                        | Fiol, klarinett                  | För traditionsmedvetet utmärkt låtspel.                                                      |      |
| 1962 | Ingemar Andersson, Hudiksvall                              | Fiol                             | För utomordentligt spel av hälsingepolskor.                                                  |      |
| 1962 | Wictor Bodén, Långsele                                     | Fiol                             | För skickligt och vårdat låtspel.                                                            |      |
| 1962 | Östen Brännlund, Hammarstrand                              | Fiol                             | För talangfullt låtspel.                                                                     |      |
| 1962 | Elvira Classon, Djurås                                     | Fiol                             | För utomordentligt spel av Mockfjärdslåtar.                                                  |      |
| 1962 | Gunnar Doll, Malmö                                         | Fiol                             | För god spelmansgärning och vård av skånsk låttradition.                                     |      |
| 1962 | Lotten Ekstrand, Malmö                                     | Fiol, sång                       | För bevarande och skickligt framförande av äkta skånsk folklig sång.                         |      |
| 1962 | Erik Englund, Laxede                                       | Fiol                             | För redigt låtspel.                                                                          | 2002 |
| 1962 | Erik Eriksson, Stensele                                    | Fiol                             | För skickligt och stilenligt spel.                                                           |      |
| 1962 | Lennart Eriksson, Stöde                                    | Fiol                             | För stilenligt spel av medelpadslåtar.                                                       |      |
| 1962 | Sivert Hellberg, Hägersten                                 | Fiol                             | För utomordentligt spel och goda låtar.                                                      |      |
| 1962 | Helge Holmquist, Malmö                                     | Fiol                             | För goda låtar och fint spel.                                                                |      |
| 1962 | Jan Häggström, Husum                                       | Fiol                             | För välklingande låtspel.                                                                    |      |
| 1962 | Nils Åke Johansson, Älvdalen                               | Fiol                             | För förnämliga låtar och traditionsrikt Älvdalsspel.                                         |      |
| 1962 | Harry Lindahl, Lycksele                                    | Klarinett, fiol                  | För tillvaratagandet av klarinetten som folkligt instrument.                                 |      |
| 1962 | Per Gustaf Olsson, Själevad                                | Fiol                             | För gott låtval och karaktärsfullt spel.                                                     |      |
| 1962 | Magda Thögersen, Ludvika                                   | Fiol                             | För traditionsrikt spel av gamla låtar.                                                      |      |
| 1962 | Bertil Westling, Bollnäs                                   | Fiol                             | För utomordentligt spel av goda hälsingelåtar.                                               |      |
| 1962 | Walter Wickberg, Storuman                                  | Fiol                             | För goda låtar och redigt spel.                                                              |      |
| 1962 | Arne Wiklund, Ånge                                         | Fiol                             | För gott utförande av medelpadslåtar.                                                        |      |
| 1963 | –                                                          | –                                | Inga uppspelningar hölls detta år.                                                           |      |
| 1964 | Assar Bengtsson, Staffanstorp                              | Träskofiol, fiol                 | För förnämligt spel på träskofiol.                                                           | 1974 |
| 1964 | Lars Buller, Göteborg                                      | Fiol                             | För goda låtar och stilfullt spel.                                                           |      |
| 1964 | Tage Alfred Magnusson, Göteborg                            | Fiol, nyckelharpa                | För utmärkt låtval och genuint spel.                                                         |      |
| 1964 | Bror G. Olsson, Lomma                                      | Träskofiol, fiol                 | För mästerligt spel av äkta skånelåtar.                                                      |      |
| 1965 | Pontus Berggren, Säter                                     | Fiol                             | För förnämligt låtspel och medveten strävan att bevara Envikens-traditionen.                 |      |
| 1965 | Victor Brandt, Vikmanshyttan                               | Fiol                             | För traditionsmedvetet låtspel.                                                              |      |
| 1965 | Gunnar Holmstedt, Malmö                                    | Träskofiol, fiol                 | För god spelmansgärning och vård av skånsk låttradition.                                     |      |
| 1965 | Gunnar Högblom, Torsåker                                   | Fiol                             | För fina låtar och traditionsrikt spel.                                                      |      |
| 1965 | Frans Jakobsson, Särna                                     | Fiol                             | För bevarandet av god Särna-tradition.                                                       |      |
| 1965 | Göte Lindblad, Upplands Väsby                              | Fiol, nyckelharpa                | För gott låtval och levande nyckelharpspel.                                                  |      |
| 1965 | Bengt Magnusson, Häverödal                                 | Klarinett                        | För utomordentligt låtspel på klarinett.                                                     |      |
| 1965 | Kungs Levi Nilsson, Siljansnäs                             | Fiol                             | För mästerligt spel.                                                                         | 2006 |
| 1965 | Pers Erik Olsson, Rättvik                                  | Fiol                             | För mästerligt spel och värdefullt nyskapande av äkta Rättviks-låtar.                        | 1976 |
| 1965 | Pers Hans Olsson, Rättvik                                  | Fiol                             | För mästerligt spel.                                                                         | 1993 |
| 1965 | Gustaf Persson, Fjärås                                     | Fiol                             | För stark personlig låtstil.                                                                 |      |
| 1965 | Walter Ramsby, Göteborg                                    | Klarinett                        | För utsökt låtspel på klarinett.                                                             |      |
| 1965 | Rudolf Rittberg, Örebro                                    | Fiol                             | För goda låtar och vackert spel.                                                             |      |
| 1965 | Max Svensson, Diö                                          | Fiol                             | För traditionsmedvetet spel av Smålandslåtar.                                                |      |
| 1965 | Gustaf Åhlund, Gällersta                                   | Fiol                             | För genuint och traditionsrikt låtspel.                                                      |      |
| 1966 | Blank Anders Andersson, Leksand                            | Fiol                             | För traditionsrikt låtspel.                                                                  |      |
| 1966 | Paul Bäckström, Rättvik                                    | Fiol                             | För traditionsrikt rättviksspel.                                                             |      |
| 1966 | Christina Frohm, Gnesta                                    | Fiol                             | För utmärkt spel av sörmlandslåtar.                                                          |      |
| 1966 | Bertil Georgsson, Dannemora                                | Fiol                             | För god spelmansgärning och vård av uppländsk låttradition.                                  |      |
| 1966 | Lars-Erik Jansson, Upplands Väsby                          | Fiol                             | För utmärkt spel av upplandslåtar.                                                           |      |
| 1966 | Rita Löveryd, Agnesberg                                    | Fiol, träskofiol                 | För gott låtval och utmärkt fiolspel.                                                        |      |
| 1966 | Adolf Möller, Karlstad                                     | Fiol                             | För god spelmansgärning.                                                                     |      |
| 1966 | Helge Nilsson, Bergsjö                                     | Fiol                             | För gagnerik spelmansgärning.                                                                | 1980 |
| 1966 | Sigurd Nilsson, Orsa                                       | Fiol                             | För frejdigt låtspel.                                                                        |      |
| 1966 | Hans Nord, Långshyttan                                     | Fiol                             | För traditionsrikt låtspel.                                                                  |      |
| 1966 | Axel G. Syde, Lund                                         | Fiol                             | För fint låtspel och vård av genuin skånetradition.                                          |      |
| 1967 | Per Henriksson, Boden                                      | Fiol                             | För traditionsbevarande spel av jämtlandslåtar.                                              |      |
| 1967 | Thore Härdelin d.y., Lidingö                               | Fiol                             | För traditionsrikt spel av äldre hälsingelåtar.                                              | 1998 |
| 1967 | Gunnar Kärnheim, Örebro                                    | Fiol                             | För gott och traditionsbevarande spel av närkeslåtar.                                        |      |
| 1967 | Rune Åsell, Karlstad                                       | Fiol                             | För traditionsmedvetet spel av värmlandslåtar.                                               |      |
| 1967 | Hjalmar Älander, Härnösand                                 | Fiol                             | För goda låtar och stilfullt spel.                                                           |      |
| 1968 | –                                                          | –                                | Inga uppspelningar anordnades, därav utdelades inga Zornmärken i silver.                     |      |
| 1969 | Leon Andersson, Alsen                                      | Fiol                             | För fint framförda jämtlandslåtar.                                                           |      |
| 1969 | Centh Berggren, Matfors                                    | Fiol                             | Förnämligt och traditionsrikt spel av medelpadslåtar.                                        |      |
| 1969 | Ragnar Berglund, Uppsala                                   | Nyckelharpa                      | För gott och traditionsbevarande nyckelharpsspel.                                            |      |
| 1969 | Bo Larsson, Uppsala                                        | Fiol                             | För stilfullt spel av upplandslåtar.                                                         | 2017 |
| 1969 | Mats Liljeholm (Kuoppala), Bro                             | Nyckelharpa                      | För utmärkt spel på nyckelharpa.                                                             |      |
| 1969 | Emil A. Olsson, Uppsala                                    | Fiol                             | För stilfullt och traditionsbevarande spel av äldre hälsingelåtar.                           |      |
| 1969 | Algot Sundberg, Söråker                                    | Fiol                             | För traditionsrikt spel av medelpadslåtar.                                                   |      |
| 1969 | Ando Thomasson, Mattmar                                    | Fiol                             | För traditionsbevarande spel av jämtlandslåtar.                                              |      |
| 1969 | Hugo Westling, Bollnäs                                     | Fiol                             | För stilfullt och traditionsbevarande spel av äldre hälsingelåtar.                           |      |
| 1970 | Joel Bergström, Stockholm                                  | Fiol                             | För vårdat låtspel.                                                                          |      |
| 1970 | Sylve Björk, Ludvigsborg                                   | Träskofiol                       | För utomordentligt spel av fina skånelåtar.                                                  |      |
| 1970 | Lennart Eriksson, Forsa                                    | Fiol                             | För utsökt spel av hälsingelåtar.                                                            |      |
| 1970 | Wilhelm ”Ville” Grindsäter, Bjuråker                       | Fiol                             | För konstnärlig förnyelse.                                                                   |      |
| 1970 | Johan Halvarsson, Mora                                     | Fiol                             | För ålderdomligt spel och vackra låtar.                                                      |      |
| 1970 | Ingemar Holst, Göteborg                                    | Fiol                             | För livfullt spel av västmanlandslåtar.                                                      |      |
| 1970 | Anders Jakobsson, Orsa                                     | Fiol                             | För talangfullt och traditionsmedvetet låtspel.                                              | 2016 |
| 1970 | Stig Johansson, Torpshammar                                | Fiol                             | För levande spel av medelpadslåtar.                                                          |      |
| 1970 | Elin Lisslass, Transtrand                                  | Lockrop, Sång                    | För mästerlig kölning i Transtrands-tradition.                                               | 1970 |
| 1970 | Bengt Löfberg, Fagerhult                                   | Fiol                             | För värdefull småländsk spelmanstradition.                                                   | 1981 |
| 1970 | Olle Moraeus, Orsa                                         | Fiol                             | För talangfullt och traditionsmedvetet låtspel.                                              |      |
| 1970 | Pererik Moraeus, Orsa                                      | Fiol, Spelpipa                   | För talangfullt och traditionsmedvetet låtspel.                                              |      |
| 1970 | Nils Gustav Pettersson, Norrköping                         | Fiol                             | För bevarande av östgötatradition samt för egna låtar.                                       |      |
| 1970 | Lars-Olof Stilgård (Olsson), Lysekil                       | Fiol                             | För levande och traditionsrikt spel av bohuslåtar.                                           |      |
| 1971 | Mats Andersson, Norrtälje                                  | Klarinett                        | För bevarande av uppländsk spelmanstradition på klarinett.                                   | 2003 |
| 1971 | Nils Agenmark, Stockholm                                   | Fiol                             | För mästerligt fullföljande av spelmanstradition efter Hjort Anders.                         | 1971 |
| 1971 | Karin Edwards Johansson, Transtrand                        | Lockrop                          | För mästerlig kölning i Transtrandstradition.                                                | 1971 |
| 1971 | Sonja Lindeberg, Göteborg                                  | Fiol                             | För stilfullt spel av skånelåtar.                                                            |      |
| 1971 | Sonja Ljunghill, Lund                                      | Fiol, Träskofiol                 | För stilfullt och traditionsbevarande spel av skånelåtar på fiol och träskofiol.             |      |
| 1971 | Finn Löfgren, Malmö                                        | Klarinett                        | För bevarande av skånsk spelmanstradition på klarinett.                                      |      |
| 1971 | Nils G. Norstedt, Grängesberg                              | Fiol                             | För vårdat spel av Grangärdelåtar.                                                           |      |
| 1971 | Ceylon Wallin, Uppsala                                     | Nyckelharpa                      | För schwungfullt och personligt spel av roslagspolskor.                                      | 1982 |
| 1971 | Lars-Erik Wikström, Stockholm                              | Fiol                             | För traditionsmedvetet spel av jämtlåtar.                                                    |      |
| 1972 | Carl-Henrik ”Kalle” Almlöf, Uppsala                        | Fiol                             | För levande och traditionsrikt spel av västerdalslåtar.                                      | 1996 |
| 1972 | Hans Bryntesson, Sulvik                                    | Fiol                             | För traditionsmässigt spel av västvärmländska låtar.                                         | 1984 |
| 1972 | Lars-Olof Ejstes, Mora                                     | Fiol                             | För talangfullt spel och gott låtval.                                                        |      |
| 1972 | Tage Johansson, Tenhult                                    | Fiol                             | För frejdigt spel av smålandslåtar.                                                          |      |
| 1972 | Gert Ohlsson, Olsäter                                      | Nyckelharpa                      | För utmärkt och traditionsrikt nyckelharpospel.                                              |      |
| 1972 | Anders Rosén, Malung                                       | Fiol                             | För levande och traditionsrikt spel av västerdalslåtar.                                      |      |
| 1972 | Algot Wallenhed, Nälden                                    | Fiol                             | För nyanserat spel av jämtlandslåtar.                                                        |      |
| 1973 | Ivar Boström, Valla                                        | Fiol                             | För traditionsbevarande spel av sörmlandslåtar.                                              |      |
| 1973 | Birgitta Dahlberg, Hovås                                   | Fiol                             | För gott spel av rättvikslåtar.                                                              |      |
| 1973 | Per Gudmundson, Falun                                      | Fiol                             | För talangfullt spel av dalalåtar.                                                           | 2006 |
| 1973 | Sven Karlsson, Hallstahammar                               | Fiol                             | För livfullt vårdat låtspel.                                                                 |      |
| 1973 | Hans Christer Lisper, Malung                               | Fiol                             | För utmärkt och traditionsrikt västerdalsspel.                                               |      |
| 1973 | Artur Lundberg, Strömstad                                  | Fiol                             | För traditionsrikt spel av polskor från norra Bohuslän.                                      | 1977 |
| 1973 | Örjan Nilsson, Umeå                                        | Fiol                             | För traditionsrikt spel av jämtlandslåtar.                                                   |      |
| 1973 | Gunnel Olofsson, Lund                                      | Fiol                             | För fint spel av västerbottenslåtar.                                                         |      |
| 1973 | Anders Olsson, Gnarp                                       | Fiol                             | För redigt spel av hälsingelåtar.                                                            |      |
| 1973 | Jonny Soling, Orsa                                         | Fiol                             | För levande och traditionsmedvetet spel av Orsa- och bingsjölåtar.                           |      |
| 1973 | Kristina Ståhl, Uppsala                                    | Fiol                             | För talangfullt spel av älvdalslåtar.                                                        |      |
| 1973 | Gustav Hubert Törnfeldt, Axvall                            | Fiol                             | För frejdigt och traditionsrikt spel av östgötalåtar.                                        |      |
| 1973 | Åke Ulander, Älandsbro                                     | Fiol                             | För fint och traditionsbevarande spel av ångermanlandslåtar.                                 |      |
| 1974 | Leif Alpsjö, Sala                                          | Fiol                             | För traditionsrikt spel av upplandslåtar efter August Bohlin.                                |      |
| 1974 | Olof Alexandersson, Fiskebäckskil                          | Fiol                             | För värdefull skaftötradition.                                                               |      |
| 1974 | Per ”Pelle” Björnlert, Boxholm                             | Fiol                             | För folkmusikaliskt skapande fantasi och löftesrikt spel av östgötalåtar.                    | 1992 |
| 1974 | Hans Gille, Österbybruk                                    | Kontrabasharpa                   | För bevarande av värdefull speltradition på kontrabasharpa.                                  |      |
| 1974 | Bill Hansson, Uddevalla                                    | Fiol                             | För bevarandet av Fronts spelmanstradition.                                                  |      |
| 1974 | Bo Isakson (”Bo i Ransätt”), Munkfors                      | Fiol                             | För utmärkt spel av värmlandslåtar.                                                          |      |
| 1974 | Ulf Jonsson, Skoghall                                      | Fiol                             | För traditionsmedvetet och löftesrikt spel av värmlandslåtar.                                |      |
| 1974 | Bengt Lindroth, Munkfors                                   | Fiol                             | För utmärkt spel av värmlandslåtar.                                                          |      |
| 1974 | Nils ”Nisse” Nordström, Upplands Väsby                     | Nyckelharpa                      | För äkta upplandsspel på nyckelharpa.                                                        | 2013 |
| 1975 | Måns Grevillius, Munkfors                                  | Fiol                             | För traditionsmedvetet spel av värmlandslåtar.                                               |      |
| 1975 | Peter ”Puma” Hedlund, Kungsängen                           | Nyckelharpa                      | För traditionsmedvetet spel av upplandslåtar på nyckelharpa.                                 | 2010 |
| 1975 | Marie (numera Martin) Stensby, Tanumshede                  | Fiol                             | För utmärkt spel av låtar från Bohuslän.                                                     | 2002 |
| 1975 | Enar Lönn, Malmö                                           | Fiol                             | För gott spel av skånelåtar.                                                                 |      |
| 1975 | Stina Nilsson, Laholm                                      | Lur, Sång                        | För bevarande av lurblåsar- och vokala folkmusiktraditioner i södra Halland.                 |      |
| 1975 | Arvid Persson, Bjärred                                     | Fiol                             | För gott spel av skånelåtar.                                                                 |      |
| 1975 | Leif Stinnerbom, Arvika                                    | Fiol                             | För traditionsmedvetet spel av låtar från Jösse härad.                                       |      |
| 1975 | Lars Warnstad, Arvika                                      | Fiol                             | För traditionsmedvetet spel av låtar från Jösse härad.                                       |      |
| 1975 | Karl-Eric Winberg, Klippan                                 | Klarinett                        | För traditionsmedvetet spel av skånelåtar på klarinett (C-klarinett).                        |      |
| 1976 | Thomas Adeborn, Väddö                                      | Fiol                             | För traditionsrikt spel av upplandslåtar.                                                    |      |
| 1976 | Sven Ahlbäck, Österbybruk                                  | Fiol                             | För lovande traditionsrikt spel.                                                             |      |
| 1976 | Erik Röjås Eriksson, Boda                                  | Fiol                             | För genuint spel av bodalåtar.                                                               |      |
| 1976 | Pehr Falkenström, Karlstad                                 | Fiol, Nyckelharpa                | För lovande låtspel.                                                                         |      |
| 1976 | Gösta Hellström, Tierp                                     | Silverbasharpa                   | För genuint spel av nyckelharpslåtar från Uppland.                                           |      |
| 1976 | Kenneth Holmberg, Stockholm                                | Fiol                             | För konstnärligt spel av bingsjölåtar.                                                       |      |
| 1976 | Rolf Lundgren, Huddinge                                    | Fiol                             | För musikantiskt låtspel.                                                                    |      |
| 1976 | Ivan Lundin, Leksand                                       | Fiol                             | För vackert låtspel.                                                                         |      |
| 1976 | Bengt Ohlson, Hedemora                                     | Fiol                             | För vackert låtspel.                                                                         |      |
| 1976 | Bo Olsson, Bjursås                                         | Fiol                             | För vackert låtspel.                                                                         |      |
| 1976 | Ville Roempke, Östersund                                   | Fiol                             | För traditionsmedvetet spel av jämtska låtar.                                                |      |
| 1976 | Sören Roos, Gagnef                                         | Fiol                             | För traditionsrikt spel av mockfjärdslåtar.                                                  |      |
| 1976 | Simon Simonsson, Furudal                                   | Fiol                             | För musikaliskt och traditionsrikt spel av älvdalslåtar.                                     | 2024 |
| 1976 | Folke Starkman, Fellingsbro                                | Fiol                             | För traditionsmedvetet spel av östjämtska låtar.                                             |      |
| 1976 | Anders Säbb, Rättvik                                       | Fiol                             | För traditionsrikt spel av östbjörkalåtar.                                                   |      |
| 1976 | Karl Werkmäster, Rättvik                                   | Fiol                             | För traditionsrikt spel av rättvikslåtar.                                                    |      |
| 1976 | Henry Wetterström, Henån                                   | Fiol                             | För traditionsmässigt spel av låtar från Orust.                                              |      |
| 1976 | Tony Wrethling, Ockelbo                                    | Fiol                             | För traditionsmedvetet spel av gästrikepolskor.                                              | 2005 |
| 1977 | Folke Andersson, Katrineholm                               | Fiol                             | För vackert och frejdigt spel av sörmlandslåtar.                                             |      |
| 1977 | Gösta Bäckström, Norsborg                                  | Fiol                             | För mästerligt spel av rättvikslåtar.                                                        |      |
| 1977 | Hans Ehrling, Smedjebacken                                 | Fiol                             | För lysande spel av bingsjölåtar.                                                            |      |
| 1977 | Anders Eklundh, Solna                                      | Kontrabas- & silverbasharpa      | För utmärkt spel på kontrabas- och silverbasharpa.                                           |      |
| 1977 | Anders Gunnarsson, Göteborg                                | Fiol                             | För traditionsmedvetet och frejdigt spel av västgötalåtar.                                   |      |
| 1977 | Einar Hansander, Vänersborg                                | Fiol                             | För lysande spel av låtar från Dalsland.                                                     | 2000 |
| 1977 | Ragnar Karlsson, Enskede                                   | Nyckelharpa                      | –                                                                                            | 1983 |
| 1977 | Kent Leonardsson, Smedjebacken                             | Fiol                             | För traditionsrikt låtspel.                                                                  |      |
| 1977 | Svante Lindqvist, Malmberget                               | Fiol                             | För frejdigt spel av låtar från Norrbotten.                                                  | 2011 |
| 1977 | Åsa Nordin, Vansbro                                        | Fiol                             | För livfullt och traditionsrikt spel av västerdalslåtar.                                     |      |
| 1977 | Börje Olpers, Smedjebacken                                 | Fiol                             | För traditionsmedvetet låtspel.                                                              |      |
| 1977 | Britt-Marie Persson, Upplands Väsby                        | Fiol                             | För fint och lyhört spel av bodalåtar.                                                       |      |
| 1977 | Göran Premberg, Munkfors                                   | Fiol                             | För rytmiskt och levande spel av västgötalåtar.                                              |      |
| 1977 | Carl Strandberg, Nordmaling                                | Fiol                             | För vackert låtspel.                                                                         |      |
| 1977 | Jan Åkerlund, Upplands Väsby                               | Fiol                             | För synnerligen lovande spel av haverölåtar.                                                 |      |
| 1977 | Tord Åkerlund, Upplands Väsby                              | Fiol                             | För traditionsmedvetet spel av haverölåtar.                                                  |      |
| 1977 | Gösta Östman, Uppsala                                      | Fiol                             | För livfullt spel i österbottentradition.                                                    |      |
| 1978 | O’tôrgs-Kaisa Abrahamsson (f. Andersson), Bergsjö          | Fiol                             | För friskt spel av gamla och nya hälsingelåtar.                                              | 2004 |
| 1978 | Elov Andersson, Bollnäs                                    | Fiol                             | För genuint spel av låtar från Skog.                                                         |      |
| 1978 | Mats Andersson, Föllinge                                   | Fiol                             | För utmärkt spel av jämtlåtar.                                                               |      |
| 1978 | Ulf Andersson, Föllinge                                    | Fiol                             | För förnämligt spel av jämtlåtar.                                                            |      |
| 1978 | Karl Wilhelm Berglund, Kramfors                            | Fiol                             | För förtjänstfullt spel av låtar från Ångermanland.                                          |      |
| 1978 | Jan Bergström, Stockholm                                   | Nyckelharpa                      | För klangfullt spel på nyckelharpa.                                                          |      |
| 1978 | Hans Björkroth, Avesta                                     | Nyckelharpa                      | För utmärkt nyckelharpospel.                                                                 |      |
| 1978 | Verf Lena Egardt, Älvdalen                                 | Fiol, Spelpipa                   | För vitalt spel av älvdalslåtar.                                                             |      |
| 1978 | Hans Fältgård, Leksand                                     | Fiol                             | För traditionsmedvetet spel av leksandslåtar.                                                |      |
| 1978 | Yngve Göransson, Järpen                                    | Fiol, Trall                      | För låtspel och trallning i god tradition.                                                   |      |
| 1978 | Jonas Jonasson, Krokom                                     | Fiol                             | För traditionsrikt låtspel.                                                                  |      |
| 1978 | Kersti Macklin, Falun                                      | Fiol med understrängar           | För livfullt spel av västgötalåtar.                                                          |      |
| 1978 | Erik Nilsson, Hudiksvall                                   | Fiol                             | För vackert spel av hälsingelåtar.                                                           |      |
| 1978 | Rickard Näslin, Östersund                                  | Fiol                             | För utmärkt spel av Rapp-låtar.                                                              | 2021 |
| 1978 | Henning Snitt, Orsa                                        | Fiol                             | För stilfullt spel av orsalåtar.                                                             |      |
| 1978 | Britt-Marie Swing, Forsa                                   | Fiol                             | För temperamentsfullt spel av delsbolåtar.                                                   |      |
| 1978 | Kurt Södergren, Österbybruk                                | Silverbasharpa                   | För lyhört och sirligt spel på silverbasharpa.                                               |      |
| 1978 | Lena Willemark, Älvdalen                                   | Fiol, Spelpipa                   | För frejdigt spel av älvdalslåtar.                                                           |      |
| 1978 | Per Winther, Leksand                                       | Fiol                             | För traditionsrikt spel av leksandslåtar.                                                    |      |
| 1979 | Brodd Leif Andersson, Falun                                | Fiol                             | För stilmedvetet låtspel.                                                                    |      |
| 1979 | Arne Bergman, Älvsjö                                       | Kontrabasharpa                   | För sirligt och klangskönt spel på kontrabasharpa.                                           |      |
| 1979 | Mats Edén, Göteborg                                        | Durspel (1-rad)                  | För medvetet spel i gammal tradition.                                                        | 2019 |
| 1979 | Ragnar Forslund, Älvdalen                                  | Fiol, Spelpipa                   | För vårdande av gammal älvdalstradition på spilåpipa.                                        |      |
| 1979 | Per Fredriksson, Åmål                                      | Fiol                             | För traditionsmässigt spel av låtar från sydvästra Värmland.                                 |      |
| 1979 | Anders Henriksson, Järvsö                                  | Fiol                             | För klangfullt spel av järvsölåtar.                                                          | 2018 |
| 1979 | Sture Hogmark, Uppsala                                     | Nyckelharpa                      | För traditionsmedvetet spel av upplandslåtar på nyckelharpa.                                 |      |
| 1979 | Göran Håkansson, Sunne                                     | Fiol                             | För traditionsmedvetet spel av låtar från övre Fryksdalen.                                   |      |
| 1979 | Åsa Jinder, Upplands Väsby                                 | Nyckelharpa                      | För lyhört spel av upplandslåtar på nyckelharpa.                                             |      |
| 1979 | Olof ”Olle på Halla” Johansson, Torsby                     | Fiol                             | För mycket genuint spel av låtar från övre Fryksdalen.                                       |      |
| 1979 | Peder Källman, Göteborg                                    | Nyckelharpa                      | För stilmedvetet spel av upplandslåtar.                                                      |      |
| 1979 | Johan Nilsson, Löderup                                     | Fiol                             | För livfullt spel av skånelåtar.                                                             |      |
| 1979 | Carina Normansson, Sala                                    | Fiol                             | För sirligt och stilfullt låtspel.                                                           | 2017 |
| 1979 | Per Persson, Karlskoga                                     | Fiol                             | För genuint spel av jämtlåtar.                                                               |      |
| 1979 | Håkan Roos, Frösön                                         | Fiol                             | För stilmedvetet spel av jämtlåtar.                                                          |      |
| 1979 | Sonia Sahlström, Stockholm                                 | Fiol                             | För genuint spel av upplandslåtar.                                                           | 2010 |
| 1979 | Marianne Skagerlind, Göteborg                              | Fiol                             | För stilfullt spel av låtar från norra Dalsland.                                             |      |
| 1979 | Eric Österberg, Hovås                                      | Spelpipa                         | För fint spel på låtpipa.                                                                    |      |
| 1980 | Ditte Andersson, Uppsala                                   | Nyckelharpa                      | För klangfullt nyckelharpospel av upplandslåtar.                                             |      |
| 1980 | Peter Beijer, Örebro                                       | Fiol                             | För stilmedvetet spel av låtar från Närke.                                                   |      |
| 1980 | Britt Forsströmsson, Mörrum                                | Fiol                             | För klangmedvetet och övertygande låtspel.                                                   | 2023 |
| 1980 | Ulla Forsströmsson, Mörrum                                 | Fiol                             | För klangmedvetet och övertygande låtspel.                                                   |      |
| 1980 | Pär Furå, Vänersborg                                       | Silverbasharpa                   | För lyhört låtspel på silverbasharpa.                                                        |      |
| 1980 | Jöns Sven-Erik Hansson, Orsa                               | Fiol                             | För gediget spel av bodalåtar.                                                               |      |
| 1980 | Anette Ingmar, Degerfors                                   | Fiol                             | För traditionsrikt spel av orsalåtar.                                                        |      |
| 1980 | Yvonne Ingmar, Degerfors                                   | Fiol                             | För traditionsrikt spel av orsalåtar.                                                        |      |
| 1980 | Marianne Palm, Stockholm                                   | Fiol                             | För klangfullt och medryckande låtspel.                                                      |      |
| 1981 | Kjell H. G. Andersson, Edsbyn                              | Fiol                             | För stilmedvetet spel av låtar från Voxnadalen.                                              |      |
| 1981 | Eva Blomquist-Bjärnborg, Vällingby                         | Fiol                             | För gediget spel av smålandslåtar.                                                           | 2015 |
| 1981 | Per-Ove Glaadh, Stockholm                                  | Klarinett                        | För stilmedvetet spel av upplandslåtar på klarinett.                                         |      |
| 1981 | Per-Olof Moll, Karlstad                                    | Fiol                             | För traditionsmedvetet spel av särnalåtar.                                                   | 2009 |
| 1981 | Per Åkerlund, Sollentuna                                   | Fiol                             | För gediget spel av Haverölåtar.                                                             |      |
| 1982 | Helene Andersson, Örebro                                   | Fiol                             | För utmärkt spel av låtar från Närke.                                                        |      |
| 1982 | Per-Ola Björklund, Äppelbo                                 | Fiol                             | För genuint spel av västerdalslåtar.                                                         |      |
| 1982 | Allan Hellström, Vikbolandet                               | Fiol                             | För mästerligt spel i stark tradition efter Pelle Fors.                                      |      |
| 1982 | Anselm Hellström, Vikbolandet                              | Fiol                             | För mästerligt spel i stark tradition efter Pelle Fors.                                      | 1988 |
| 1982 | Karin Höglund, Finspång                                    | Fiol                             | För utmärkt och traditionsmedvetet spel av låtar från Östergötland.                          |      |
| 1982 | Edvard ”Skogsby-Lasse” Larsson, Järpen                     | Munspel                          | För lyhört spel av Lapp Nilslåtar på munspel.                                                | 1994 |
| 1982 | Kristian Daugaard Madsen, Kastrup, Danmark                 | Träskofiol                       | För lyhört och klangfullt spel av skånelåtar på träskofiol.                                  |      |
| 1982 | Peter Pedersen, Malmö                                      | Träskofiol                       | För stilmedvetet och klangfullt spel av skånelåtar på träskofiol.                            |      |
| 1982 | Jan-Erik Wadén, Tidan                                      | Munspel                          | För stilenligt framförande av genuina västgötalåtar på munspel.                              |      |
| 1983 | Rein Ader, Västerås                                        | Fiol                             | För gediget och klangfullt spel av låtar från Västmanland.                                   |      |
| 1983 | Yngve Andersson, Södertälje                                | Fiol                             | För genuint spel i stark tradition av låtar från Lästringe.                                  |      |
| 1983 | Matts Arnberg, Dala Floda                                  | Fiol                             | För traditionsmedvetet spel av låtar från västerdalarna.                                     |      |
| 1983 | Styrbjörn Bergelt, Stockholm                               | Stråkharpa                       | För stilmedvetet spel av traditionella låtar på stråkharpa.                                  | 1997 |
| 1983 | Gunvor Dunge, Glemmingebro                                 | Träskofiol, fiol                 | För finstämt spel av traditionella skånelåtar på träskofiol.                                 |      |
| 1983 | Per-Thomas Eriksson, Hagfors                               | Fiol                             | För stilfullt och klangskönt spel av låtar efter Carl-Johan Björklund.                       |      |
| 1983 | Håkan Frykmo, Strängnäs                                    | Klarinett                        | För klangskönt och dansant spel av låtar från strängnästrakten på B-klarinett.               |      |
| 1983 | Esbjörn Hogmark, Ludvika                                   | Nyckelharpa                      | För frejdigt och stilmedvetet spel av upplandslåtar på nyckelharpa.                          |      |
| 1983 | Nils Isaksson, Fagersta                                    | Fiol                             | För spelmansmässigt och traditionsbevarande låtspel.                                         |      |
| 1983 | Benny Johansson, Solna                                     | Klarinett                        | För traditionsmedvetet spel av upplandslåtar på klarinett.                                   |      |
| 1983 | Leif Johansson, Nyköping                                   | Fiol                             | För stilfullt spel av låtar från Södermanland.                                               |      |
| 1983 | Sören Johansson, Dorotea                                   | Fiol                             | För lyhört och traditionsmedvetet spel av låtar från Dorotea.                                | 1999 |
| 1983 | Mikael Marin, Fjärdhundra                                  | Fiol                             | För utmärkt spel av upplandslåtar.                                                           |      |
| 1983 | Sven Nordin, Nacka                                         | Kontrabasharpa                   | För traditionsmedvetet spel av låtar från Österbybruk på kontrabasharpa med dubbellek.       |      |
| 1983 | Stefhan Ohlström, Kopparberg                               | Fiol                             | För utmärkt och stilmedvetet spel av låtar från Västmanland.                                 |      |
| 1983 | Lars Widén, Vallentuna                                     | Fiol                             | För stilmedvetet spel av låtar efter Viksta-Lasse.                                           |      |
| 1983 | Torbjörn Wikström, Lycksele                                | Fiol                             | För vårdat spel av låtar från Västerbotten.                                                  |      |
| 1983 | Bengt Wittgren, Hedemora                                   | Fiol                             | För gott spel av traditionella låtar från södra Dalarna.                                     |      |
| 1984 | Sven Augustsson                                            | Fiol                             | För genuint spel av låtar efter fadern Albert Augustsson.                                    |      |
| 1984 | Robert Eriksson                                            | Fiol                             | För klangfullt och traditionsrikt spel av dalslandslåtar.                                    |      |
| 1984 | Gunilla Erlandsson (Hansson)                               | Fiol                             | För lyhört och stilenligt spel av dalalåtar.                                                 |      |
| 1984 | Liselott Häggmark                                          | Fiol                             | För vårdat och stilfullt spel av låtar från Ångermanland.                                    |      |
| 1984 | Clas Göran Jansson                                         | Fiol                             | För utmärkt och traditionsrikt spel av dalslandslåtar.                                       |      |
| 1984 | Olov Johansson                                             | Nyckelharpa                      | För utmärkt och traditionsmedvetet spel av upplandslåtar på nyckelharpa.                     | 2013 |
| 1984 | Alf Olsson                                                 | Fiol                             | För traditionsrikt spel av värmlandslåtar.                                                   | 2009 |
| 1985 | Mikael Blank, Furudal                                      | Fiol                             | För traditionsmedvetet spel av låtar efter Säbb John.                                        |      |
| 1985 | Greger Brändström, Sveg                                    | Fiol                             | För utmärkt spel av låtar från Härjedalen.                                                   |      |
| 1985 | Lillemor Hedlöf, Gagnef                                    | Fiol                             | För utmärkt spel av låtar efter Anders Frisell.                                              |      |
| 1985 | Thuva Härdelin, Härnösand                                  | Fiol                             | För stilfullt spel av låtar från norra Hälsingland.                                          |      |
| 1985 | Curt Jinder, Västerhaninge                                 | Silverbasharpa                   | För traditionsmedvetet spel på silverbasharpa.                                               |      |
| 1985 | Hans Kennemark, Sandhem                                    | Fiol                             | För utmärkt och klangfullt spel av låtar från Västergötland.                                 |      |
| 1985 | Maria Lärka, Rättvik                                       | Fiol, Lockrop                    | För utmärkt spel av låtar från Rättvik.                                                      |      |
| 1985 | Ture Normalm, Gällö                                        | Fiol                             | För mästerligt spel av låtar från Jämtland.                                                  |      |
| 1985 | Susan Reistad, Härnösand                                   | Fiol                             | För utmärkt spel av låtar från Uppland.                                                      |      |
| 1985 | Greger Siljebo (Andersson), Uppsala                        | Fiol                             | För utmärkt och lyhört spel av låtar från Västerbotten.                                      |      |
| 1985 | Mikael Sjögren, Stockholm                                  | Fiol                             | För mästerligt spel av västerdalslåtar.                                                      |      |
| 1985 | Georg Tysklind, Orsa                                       | Lur, Horn                        | För utmärkt spel på lur och horn.                                                            |      |
| 1985 | Carl Åhs, Avesta                                           | Fiol                             | För traditionsrikt spel av älvdalslåtar.                                                     |      |
| 1986 | Björn Cederberg, Mora                                      | Fiol                             | För stilmedvetet spel av orsalåtar.                                                          |      |
| 1986 | Jan-Olof Claesson, Hägersten                               | Fiol                             | För stilfullt spel av låtar efter Pers Erik.                                                 |      |
| 1986 | John-Erik Eggens, Rättvik                                  | Horn, spelpipa                   | För skickligt och personligt låtspel på horn.                                                |      |
| 1986 | Nils Eriksson, Älvängen                                    | Fiol                             | För genuint och dansant spel av låtar från Västergötland.                                    |      |
| 1986 | Th. Anders Eriksson, Ludvika                               | Fiol                             | För lyhört spel i älvdalstradition.                                                          |      |
| 1986 | Per Gustafsson, Falun                                      | Fiol                             | För talangfullt spel av rättvikslåtar.                                                       |      |
| 1986 | Christer Häggmark, Härnösand                               | Fiol                             | För gediget och stilfullt spel av låtar från Ångermanland.                                   |      |
| 1986 | Stefan Johansson, Fagersta                                 | Fiol                             | För personligt och traditionsrikt låtspel.                                                   |      |
| 1986 | Ulf Lundgren, Södertälje                                   | Fiol                             | För stilmedvetet och lyhört spel av låtar från Södermanland.                                 |      |
| 1986 | Arne Modén, Stockholm                                      | Durspel (1-rad)                  | För utmärkt och personligt spel på enradigt dragspel.                                        |      |
| 1986 | Sven Roos, Leksand                                         | Fiol                             | För lyhört och traditionsmedvetet spel av låtar från Gagnefbygden.                           |      |
| 1986 | Agneta Wiberg, Sörbärge                                    | Fiol                             | För mästerligt spel av låtar från Jämtland.                                                  |      |
| 1987 | Rikard Bernström, Storvreta                                | Nyckelharpa                      | För lyhört nyckelharpsspel.                                                                  |      |
| 1987 | Anders Bjernulf, Rättvik                                   | Fiol                             | För genuint spel av bingsjölåtar.                                                            |      |
| 1987 | Ann-Christine Granfors, [Upplands Väsby                    | Nyckelharpa                      | För uttrycksfullt och traditionsrikt nyckelharpsspel.                                        |      |
| 1987 | Magnus Gustafsson, Ingelstad                               | Fiol                             | För mästerligt spel i småländsk låttradition.                                                | 2015 |
| 1987 | Gudmar Göransson, Frösön                                   | Fiol                             | För genuint spel i Lapp-Nils anda.                                                           |      |
| 1987 | Karin Hedlund (Ohlsson), Stockholm                         | Fiol                             | För insiktsfullt framförande av östgötalåtar.                                                |      |
| 1987 | Anders Henriksson, Gällö                                   | Fiol                             | För finstämt och sirligt spel av jämtlåtar.                                                  |      |
| 1987 | Per Gustaf Jernberg, Vattholma                             | Nyckelharpa                      | För personlig uppföljning av Jernbergs-traditionen.                                          |      |
| 1987 | Olle Linder, Örebro                                        | Fiol                             | För tradition och personlighet i spel av upplandslåtar.                                      |      |
| 1987 | Jane Lindqvist, Uppsala                                    | Nyckelharpa                      | För glänsande nyckelharpsspel.                                                               |      |
| 1987 | Åke Skogh, Grycksbo                                        | Fiol                             | För inlevelse och säkerhet i spel av låtar efter Påhl Olle.                                  |      |
| 1987 | Mats Wester, Tullinge                                      | Nyckelharpa                      | För klangfullt spel på nyckelharpa.                                                          |      |
| 1987 | Åke Wänn, Falun                                            | Fiol                             | För lyhört och spelmansmässigt framförande av svärdsjölåtar.                                 |      |
| 1988 | Jonas Falk, Lundsbrunn                                     | Fiol                             | För traditionsmedvetet och stilfullt spel av låtar från Västergötland.                       |      |
| 1988 | John-Erik Hammarberg, Västerås                             | Munspel                          | För nyskapande och traditionsbundet spel på munspel.                                         |      |
| 1988 | Anna Hjalmarsson, Mora                                     | Fiol, spelpipa                   | För personligt och traditionsrikt låtspel från Mora.                                         |      |
| 1988 | Anders Liljefors, Storvreta                                | Fiol                             | För känsligt och traditionsbundet spel av uppländska låtar.                                  | 2001 |
| 1988 | Dan Olov Olsson, Säffle                                    | Fiol                             | För dansant och uttrycksfullt låtspel i värmländsk tradition.                                |      |
| 1989 | Örjan Hans-Ers, Arvika                                     | Fiol                             | För traditionsrikt spel av låtar från Järvsö.                                                |      |
| 1989 | Kjell Leidhammar, Halmstad                                 | Klarinett                        | För stilmedvetet och personligt spel av hallandslåtar på klarinett.                          |      |
| 1989 | Lillemor Lundh (Ohlsson), Tomelilla                        | Träskofiol                       | För sirligt spel på träskofiol.                                                              |      |
| 1989 | Mikael Pettersson, Tibro                                   | Fiol                             | För utmärkt spel av låtar från Västergötland.                                                |      |
| 1989 | Maria Röjås, Falun                                         | Lockrop, Sång                    | För traditionsmedveten och stilfull kulning.                                                 |      |
| 1989 | Anders Stake, Degerfors                                    | Säckpipa                         | För uttrycksfullt och personligt spel på säckpipa.                                           |      |
| 1989 | Bengt Sundberg, Knivsta                                    | Säckpipa                         | För gediget och traditionsmedvetet spel av låtar på säckpipa.                                |      |
| 1989 | Anders Svensson, Diö                                       | Fiol                             | För traditionsrikt och stilfullt spel av låtar från Småland.                                 | 1989 |
| 1989 | Paula Testad, Insjön                                       | Fiol                             | För lyhört och stilfullt låtspel.                                                            |      |
| 1990 | Elna Andersson, Nyköping                                   | Fiol                             | För traditionsrikt låtspel på fiol.                                                          |      |
| 1990 | Lars Björk, Leksand                                        | Fiol                             | För briljant och traditionsrikt spel av leksandslåtar.                                       |      |
| 1990 | Björn Björn, Dalhem                                        | Silverbasharpa                   | För utmärkt spel på silverbasharpa.                                                          |      |
| 1990 | Cajsa Ekstav, Örbyhus                                      | Nyckelharpa                      | För klangskönt och traditionsrikt spel på nyckelharpa.                                       |      |
| 1990 | Kalle Liljeberg, Uppsala                                   | Fiol                             | För stilfullt och traditionsmedvetet spel av orsalåtar.                                      |      |
| 1990 | Anders Mattsson, Örbyhus                                   | Nyckelharpa                      | För klangfullt spel av upplandslåtar på nyckelharpa.                                         |      |
| 1990 | Marie-Louise "Mia" Mattsson, Orsa                          | Fiol                             | För lyhört och stilmedvetet spel av låtar från Orsa.                                         |      |
| 1990 | Bernt Olsson, Malmköping                                   | Stråkharpa, Durspel 1-rad        | För utmärkt spel på stråkharpa.                                                              |      |
| 1990 | Christer Samuelsson, Malmö                                 | Fiol                             | För frejdigt och klangfullt spel av östgötalåtar.                                            |      |
| 1990 | Ann-Marie Sundberg, Norrköping                             | Lur, Horn                        | För mästerligt spel på lur och horn.                                                         |      |
| 1991 | Lena Beronius Jörpeland, Sollentuna                        | Silverbasharpa                   | För traditionsmedvetet spel på silverbasharpa.                                               |      |
| 1991 | Elisabeth Jöneberg, Rättvik                                | Fiol                             | För klangskönt och stilmedvetet spel av låtar från Östbjörka.                                |      |
| 1991 | Ingvar Jörpeland, Sollentuna                               | Silverbasharpa                   | För genuint och klangfullt spel på silverbasharpa.                                           |      |
| 1991 | Erik Köpmans, Säter                                        | Fiol                             | För traditionsmedvetet och stilfullt spel av låtar från Dalarna.                             |      |
| 1991 | Joakim Larsson, Sollerön                                   | Fiol                             | För lyhört och traditionsrikt spel av låtar från Älvdalen.                                   |      |
| 1991 | Lars Malmberg, Heby                                        | Klarinett                        | För lyhört och traditionsmedvetet låtspel på klarinett.                                      |      |
| 1991 | Kalle Moraeus, Stockholm                                   | Fiol                             | För klangfullt och traditionsrikt spel av orsalåtar.                                         |      |
| 1991 | Täpp Nils Nilsson, Malung                                  | Fiol                             | För genuint spel i malungstradition.                                                         |      |
| 1991 | Jonas Olsson, Arvika                                       | Fiol                             | För personligt och stilfullt låtspel.                                                        |      |
| 1991 | Peter Roos, Hackås                                         | Fiol                             | För traditionsrikt spel av låtar från Jämtland.                                              |      |
| 1991 | Pontus Selderman, Mora                                     | Fiol                             | För gediget och traditionsmedvetet spel av rättvikslåtar.                                    |      |
| 1991 | Peter Öqvist, Umeå                                         | Fiol                             | För gediget och klangfullt spel av låtar från Västerbotten.                                  |      |
| 1992 | Johan Hedin, Härnösand                                     | Nyckelharpa                      | För virtuost och lyhört nyckelharpospel.                                                     |      |
| 1992 | Lisa Hellsten (Arnerdal), Norrköping                       | Fiol                             | För personligt och stilmedvetet spel av östgötalåtar.                                        |      |
| 1992 | Göran Hogmark, Ludvika                                     | Fiol                             | För skickligt och klangfullt spel av låtar från Bingsjö och Rättvik.                         |      |
| 1992 | Maria Hultén, Vikmanshyttan                                | Fiol                             | För grant och stilfullt spel av låtar från södra Dalarna.                                    |      |
| 1992 | Sven Ljungberg, Arvika                                     | Durspel 1-rad                    | För livfullt och stilmedvetet spel av låtar från Mangskog på enradigt dragspel.              |      |
| 1992 | Karin Olsson, Arvika                                       | Fiol                             | För stilmedvetet och dansant spel av låtar från Värmland.                                    |      |
| 1992 | Olle Paulsson, Hisings Backa                               | Fiol                             | För gediget och dansant spel av smålandslåtar.                                               |      |
| 1992 | Erik Pettersson, Norrköping                                | Fiol                             | För traditionsmedvetet spel av östgötalåtar.                                                 |      |
| 1992 | Niklas Roswall, Tomelilla                                  | Nyckelharpa                      | För virtuost och personligt spel av upplandslåtar på nyckelharpa.                            |      |
| 1992 | Marcus Svensson, Vänersborg                                | Nyckelharpa                      | För virtuost och stilfullt nyckelharpospel.                                                  |      |
| 1992 | Johanna Tysk, Mora                                         | Fiol                             | För traditionsmedvetet spel av orsalåtar.                                                    |      |
| 1993 | Bengt Andersson, Norrahammar                               | Silverbasharpa                   | För mästerligt och traditionsrikt spel på silverbasharpa.                                    |      |
| 1993 | Marie Axelsson, Saltsjö Boo                                | Fiol                             | För utmärkt spel av låtar från Medelpad.                                                     |      |
| 1993 | Ingvar Fohlin, Alvesta                                     | Durspel                          | För lyhört och traditionsrikt spel på en- och tvåradigt dragspel.                            |      |
| 1993 | Kjell Landström, Nyköping                                  | Silverbasharpa                   | För skickligt och klangfullt spel på silverbasharpa.                                         |      |
| 1993 | Hanna Tibell, Uppsala                                      | Fiol                             | För klangfullt och stilmedvetet spel av hälsingelåtar.                                       |      |
| 1993 | Karin Wallin, Helsingborg                                  | Fiol                             | För lyhört och stilmedvetet spel av skånelåtar.                                              | 2007 |
| 1994 | Christina Back, Leksand                                    | Fiol                             | För stilfullt spel av låtar i leksandstradition.                                             |      |
| 1994 | Arne Blomberg, Linghem                                     | Fiol                             | För stilfullt och personligt framförande av Jernbergslåtar.                                  |      |
| 1994 | Johan Dys, Älvdalen                                        | Fiol                             | För stilenligt och personligt spel av älvdalslåtar.                                          |      |
| 1994 | Erik "Kicken" Ingels, Boda                                 | Munspel                          | För traditionsmedvetet spel av bodalåtar på munspel.                                         |      |
| 1994 | Jeanette Jansson, Sandviken                                | Fiol                             | För traditionsmedvetet spel av låtar efter Anton Jernberg.                                   |      |
| 1994 | Toste Länne, Malmö                                         | Fiol                             | För stilmedvetet spel av smålandslåtar.                                                      |      |
| 1994 | Erik Pekkari, Linköping                                    | Durspel 2-rad                    | För stilmedvetet och personligt låtspel på durspel.                                          | 2012 |
| 1994 | Stig Pettersson, Karlskoga                                 | Klarinett                        | För traditionsmedvetet och klangfullt spel på klarinett av låtar från Närke.                 |      |
| 1994 | Hadrian Prett, Rättvik                                     | Fiol                             | För traditionsrikt och stilfullt spel av bodalåtar.                                          |      |
| 1995 | Micael Bölin, Lidköping                                    | Nyckelharpa                      | För klangfullt och gediget spel på nyckelharpa.                                              |      |
| 1995 | Laif Carr-Olsen, Laholm                                    | Träskofiol                       | För personligt och skickligt spel på träskofiol.                                             |      |
| 1995 | Zara Helje (Wignall), Skövde                               | Fiol                             | För utmärkt spel av låtar från Västergötland.                                                |      |
| 1995 | Mikael Löfgren, Järvsö                                     | Fiol                             | För traditionsmedvetet spel av hälsingelåtar.                                                |      |
| 1995 | Per OG Runberg, Bålsta                                     | Horn, Fiol                       | För skickligt och klangrikt spel på kohorn.                                                  |      |
| 1995 | Dan Sjöberg, Stockholm                                     | Fiol                             | För utmärkt spel av upplandslåtar på fiol.                                                   |      |
| 1996 | Anna Aronson, Färnäs                                       | Horn                             | För traditionsrikt och klangskönt spel på kohorn.                                            |      |
| 1996 | Oline Sofie Bakkom Härdelin, Delsbo                        | Fiol                             | För stilmedvetet spel av låtar från Delsbo.                                                  |      |
| 1996 | Annika Ekstav, Uppsala                                     | Nyckelharpa                      | För livfullt och stilmedvetet spel av upplandslåtar på nyckelharpa.                          |      |
| 1996 | Anders Eriksson, Mellansel                                 | Fiol                             | För gediget och klangfullt spel av låtar från Ångermanland.                                  |      |
| 1996 | Henrik Eriksson, Uppsala                                   | Nyckelharpa                      | För stilfullt spel av upplandslåtar på nyckelharpa.                                          |      |
| 1996 | Mattias Helje, Lima                                        | Fiol                             | För traditionsrikt och dansant spel av låtar från Lima.                                      |      |
| 1996 | Lars Jobs, Leksand                                         | Spelpipa                         | För traditionsmedvetet spel på låtpipa.                                                      |      |
| 1996 | Hans-Olof Olsson, Delsbo                                   | Fiol                             | För traditionsmedvetet spel av delsbolåtar.                                                  |      |
| 1997 | Pers Nils Johansson, Alingsås                              | Klarinett                        | För skickligt och dansant spel av västgötalåtar på klarinett.                                |      |
| 1997 | Paula Marckusson, Sundsvall                                | Fiol                             | För personligt och övertygande spel av låtar från Västerbotten.                              |      |
| 1998 | Leif Dahlander, Rättvik                                    | Fiol                             | För genuint och uttrycksfullt spel i rättvikstradition.                                      |      |
| 1998 | Karin Eriksson, Lindome                                    | Fiol                             | För lysande spel av låtar från Halland.                                                      |      |
| 1998 | Bo Gabrielsson, Danderyd                                   | Munspel                          | För medryckande och nyanserat spel av jämtlåtar på munspel.                                  |      |
| 1998 | Linda Gyris, Blyberg                                       | Fiol                             | För temperamentsfullt och traditionsrikt spel av älvdalslåtar.                               |      |
| 1998 | Robert Larsson, Uppsala                                    | Fiol                             | För medryckande och genuint spel av låtar efter Viksta-Lasse.                                |      |
| 1998 | Erika Lindgren, Vendel                                     | Fiol                             | För traditionsmedvetet spel efter Viksta-Lasse.                                              |      |
| 1998 | Maria Nilsson, Älvdalen                                    | Fiol                             | För sirligt och nyanserat spel av älvdalslåtar.                                              |      |
| 1998 | Gunnar Nordlinder, Vällingby                               | Munspel                          | För dansant och stilmedvetet spel på munspel.                                                |      |
| 1998 | Anders Nygårds, Rättvik                                    | Fiol                             | För klangfullt och stilmedvetet spel av låtar från österdalarna.                             |      |
| 1998 | Jeanett Walerholt, Kalmar                                  | Fiol                             | För stilfullt och dansant låtspel.                                                           |      |
| 1999 | Anders Almlöf, Malung                                      | Fiol                             | För utmärkt och traditionsrikt spel av låtar från Västerdalarna.                             |      |
| 1999 | Berndt Lindström, Bollnäs                                  | Horn                             | För stilfullt och klangskönt låtspel på horn.                                                |      |
| 1999 | Billy Lätt, Bø, Telemark, Norge                            | Fiol                             | För traditionsmedvetet spel av västgötalåtar.                                                |      |
| 1999 | Christer Odén, Strängnäs                                   | Fiol                             | För mustigt och stilmedvetet spel av sörmlandslåtar.                                         |      |
| 1999 | Rune Persson, Norrköping                                   | Fiol                             | För stilfullt och finstämt spel av värmlandslåtar.                                           |      |
| 1999 | Lisa Rydberg, Rättvik                                      | Fiol                             | För traditionsmedvetet och temperamentsfullt spel av låtar från Rättvik.                     |      |
| 1999 | Thomas Westling, Kumla                                     | Fiol                             | För gediget och stilmedvetet spel av hälsingelåtar.                                          |      |
| 2000 | David Bastviken, Borensberg                                | Fiol                             | För gott och föredömligt spel av låtar från Närke.                                           |      |
| 2000 | Markus Falck, Umeå                                         | Fiol                             | För utmärkt spel i norrbottensstradition.                                                    |      |
| 2000 | Mårten Hellquist, Täby                                     | Horn                             | För klangfullt och stilmedvetet spel på kohorn.                                              |      |
| 2000 | Inge Henriksson, Tumba                                     | Durspel 1-rad                    | För dansant och traditionsrikt spel på enradigt dragspel.                                    |      |
| 2000 | Bengt Jonsson, Bollnäs                                     | Horn                             | För mästerligt spel på kohorn.                                                               |      |
| 2000 | Eiwor Kjellberg Engberg, Järvsö                            | Fiol                             | För klangskönt spel av hälsingelåtar.                                                        |      |
| 2000 | Lars Nordin, Dala Järna                                    | Fiol                             | För dansant och traditionsmedvetet spel av låtar från västerdalarna.                         |      |
| 2000 | Robert Persson, Enskede                                    | Fiol                             | För lyhört och stilfullt spel av låtar från Södermanland.                                    |      |
| 2000 | Anna Ristner, Lidingö                                      | Fiol                             | För klangfullt låtspel.                                                                      |      |
| 2000 | Anna-Kristina Widell, Sandhult                             | Nyckelharpa                      | För briljant och traditionsmedvetet nyckelharpospel.                                         |      |
| 2001 | Erik Berg, Rättvik                                         | Fiol                             | För briljant och traditionsrikt spel av bodalåtar.                                           |      |
| 2001 | Ninni Carr (Fredricson), Hjärnarp                          | Fiol                             | För personligt och klangfullt spel av skånelåtar.                                            |      |
| 2001 | Leif Elving, Falun                                         | Fiol                             | För traditionsrikt spel av låtar från södra Hälsingland.                                     |      |
| 2001 | Göran Eriksson, Järvsö                                     | Fiol                             | För finstämt spel av låtar från Norrbotten.                                                  |      |
| 2001 | Tommy Gjers, Siljansnäs                                    | Fiol                             | För gediget och traditionsmedvetet spel av leksandslåtar.                                    |      |
| 2001 | Martin Hillbratt, Göteborg                                 | Fiol                             | För vårdat och stilmedvetet spel av västgötalåtar.                                           |      |
| 2001 | Heléne Ingvarsdotter (Eriksson), Kalmar                    | Fiol                             | För utmärkt spel av smålandslåtar.                                                           |      |
| 2001 | Carl Nyqvist, Lund                                         | Fiol                             | För skickligt och traditionsmedvetet spel av västgötalåtar.                                  |      |
| 2001 | Ingmarie Romell (Boresund), Hjärtum                        | Nyckelharpa                      | För dansant och klangskönt spel av upplandslåtar.                                            |      |
| 2001 | Jan Sahlberg, Täby                                         | Silverbasharpa                   | För dansant spel av upplandslåtar på silverbasharpa.                                         |      |
| 2001 | Joar Skorpen, Rödbo                                        | Fiol                             | För lyhört och dansant spel av låtar från Bohuslän.                                          |      |
| 2001 | Mats Thiger, Uppsala                                       | Fiol                             | För livfullt och dansant spel spel av smålandslåtar.                                         |      |
| 2002 | Jeanette Eriksson, Helsingborg                             | Fiol                             | För briljant och dansant spel av låtar från Skåne.                                           |      |
| 2002 | Calle Hernmarck, Östersund                                 | Horn                             | För mästerligt spel på bockhorn.                                                             |      |
| 2002 | Stefan Steger, Älvdalen                                    | Fiol                             | För stilfullt och traditionsrikt spel av låtar från Rättvik.                                 |      |
| 2002 | Ida Täpp, Rättvik                                          | Fiol                             | För traditionsrikt spel av låtar från Bingsjö i Päkkos Gustafs anda.                         |      |
| 2002 | Thomas von Wachenfeldt, Bergsjö                            | Fiol                             | För traditionsmedvetet spelav låtar från norra Hälsingland.                                  |      |
| 2002 | Per-Anders Östberg, Umeå                                   | Fiol                             | För traditionsrikt och stilfullt spel av låtar från västra Jämtland.                         |      |
| 2003 | Edward Anderzon, Malmö                                     | Fiol                             | För dansant och stilmedvetet spel av låtar från Södermanland.                                |      |
| 2003 | Jan Burman, Umeå                                           | Fiol                             | För traditionsmedvetet och lyhört spel av låtar från Västerbotten.                           |      |
| 2003 | Johan Nylander, Enviken                                    | Fiol                             | För personligt och stilmedvetet spel av bingsjölåtar.                                        |      |
| 2003 | Björn Ranung, Sollentuna                                   | Munspel                          | För stilmedvetet och finstämt spel av jämtlåtar på munspel.                                  |      |
| 2003 | Astrid Sjöberg (Selling), Bräkne Hoby                      | Fiol                             | För lyhört och stilmedvetet spel av låtar från Blekinge.                                     |      |
| 2004 | Elin Anderzon (Skoglund), Bro                              | Nyckelharpa                      | För traditionsrikt och klangfullt spel av upplandslåtar på nyckelharpa.                      |      |
| 2004 | Erik Ask Upmark, Öslöv                                     | Säckpipa                         | För stilmedvetet och skickligt låtspel på säckpipa.                                          |      |
| 2004 | Maria Eklund, Umeå                                         | Fiol                             | För stilmedvetet och personligt spel av låtar från Västerbotten.                             |      |
| 2004 | Ann Elving, Falun                                          | Fiol                             | För stilmedvetet och klangfullt spel av låtar från södra Hälsingland.                        |      |
| 2004 | Pontus Estling, Falun                                      | Klarinett                        | För traditionsmedvetet och dansant spel av låtar från Västergötland på klarinett.            |      |
| 2004 | Lennart Holmberg, Johanneshov                              | Fiol                             | För traditionsmedvetet och personligt spel av låtar från Ångermanland.                       |      |
| 2004 | Ralph Härnclou, Örebro                                     | Fiol                             | För traditionsrikt och dansant spel av låtar från Värmland.                                  |      |
| 2004 | Kersti Johansson, Falun                                    | Fiol                             | För traditionsmedvetet och personligt spel av låtar från Närke.                              |      |
| 2004 | Carina Klein, Nättraby                                     | Fiol                             | För traditionsmedvetet och dansant spel av låtar från Blekinge.                              |      |
| 2004 | Anna Lindblad, Floda                                       | Fiol                             | För traditionsmedvetet och klangfullt spel av västgötalåtar.                                 |      |
| 2004 | Hanna Lindblom,, Garpenberg                                | Fiol                             | För stilfullt och klangskönt spel av låtar från södra Dalarna.                               |      |
| 2004 | Jon Lundback, Johanneshov                                  | Fiol                             | För traditionsmedvetet och klangfullt spel av låtar från Siljansnäs.                         |      |
| 2004 | Bert Mattsson, Hägersten                                   | Fiol                             | För traditionsmedvetet och klangfullt spel av låtar från Dala-Floda.                         |      |
| 2004 | Gunnar Persson, Gästrike Hammarby                          | Durspel 1-rad                    | För traditionsrikt och personligt låtspel på enradigt durspel.                               |      |
| 2005 | Elna Carr, Hjärnarp                                        | Fiol                             | För skickligt och klangfullt spel av låtar från Skåne.                                       |      |
| 2005 | Jonas Isaksson, Uppsala                                    | Klarinett                        | För skickligt låtspel på klarinett.                                                          |      |
| 2005 | Birger Meijer, Gnesta                                      | Munspel                          | För dansant spel av sörmlandslåtar på munspel.                                               |      |
| 2005 | Anna Rynefors, Eslöv                                       | Säckpipa                         | För gediget spel på säckpipa.                                                                |      |
| 2005 | Jon Sirén, Hjo                                             | Fiol                             | För briljant spel av västgötalåtar.                                                          |      |
| 2005 | Anette Wallin, Göteborg                                    | Fiol                             | För personligt och klangfullt spel av låtar från Halland.                                    |      |
| 2005 | Maria Wernberg, Örnsköldsvik                               | Fiol                             | För klangfullt och dansant spel av låtar från Ångermanland.                                  |      |
| 2005 | Esbjörn Wettermark, Malmö                                  | Klarinett                        | För lyhört spela av hälsingelåtar på klarinett.                                              |      |
| 2005 | Nils Wiberg, Kalvsvik                                      | Fiol                             | För uttrycksfullt och dansant spel av smålandslåtar.                                         |      |
| 2005 | Per Olof Österholm, Uppsala                                | Horn                             | För stilmedvetet och klangfullt spel på kohorn.                                              |      |
| 2006 | Osborne Ahlbom, Särö                                       | Munspel                          | För lyhört och dansant spel på munspel.                                                      |      |
| 2006 | Helge Balkåsen, Torsby                                     | Munspel                          | För skickligt och dansant spel på munspel.                                                   |      |
| 2006 | Simon Börjars, Kil                                         | Fiol                             | För lätt och livfullt spel av värmlandslåtar.                                                |      |
| 2006 | Anna Dahlgren Johansson, Enköping                          | Fiol                             | För uttrycksfullt spel av västgötalåtar.                                                     |      |
| 2006 | Susanne Fred, Åkers Styckebruk                             | Fiol                             | För dansant spel av låtar från Sörmland.                                                     |      |
| 2006 | Olof Göthlin, Malmö                                        | Fiol                             | För glänsande spel av värmlandslåtar.                                                        |      |
| 2006 | Maria Larsson (Persson), Höör                              | Fiol                             | För personligt och traditionsmedvetet spel av skånelåtar.                                    |      |
| 2006 | Maria Larsson, Årjäng                                      | Fiol                             | För elegant stilfullt spel av värmlandslåtar.                                                |      |
| 2006 | Kerstin Lindström, Stjärnsund                              | Horn                             | För stilfullt spel på valhorn.                                                               |      |
| 2006 | Gunnar Liss, Sala                                          | Klarinett                        | För gediget låtspel på klarinett.                                                            |      |
| 2006 | Dan Lundberg, Huddinge                                     | Spelpipa                         | För skickligt och livfullt spel på spelpipa.                                                 |      |
| 2006 | Andrea Lätt, Mölltorp                                      | Fiol                             | För klangfullt spel av västgötalåtar.                                                        |      |
| 2006 | Agnes Odén, Strängnäs                                      | Fiol                             | För dansant spel av sörmlandslåtar.                                                          |      |
| 2006 | Lid Katarina Olsson (Schütt), Älvdalen                     | Fiol                             | För genuint spel av låtar från Älvdalen.                                                     |      |
| 2006 | Svante Olsson, Karlstad                                    | Fiol                             | För klangfullt och traditionsrikt spel av låtar från Älvdalen.                               |      |
| 2006 | Emma Reid, Skarpnäck                                       | Fiol                             | För traditionsmedvetet spel av bingsjölåtar.                                                 |      |
| 2007 | Miriam Andersén, Yngsjö                                    | Kohorn                           | För klangfullt spel på kohorn.                                                               |      |
| 2007 | Maria Bojlund, Lund                                        | Fiol                             | För frejdigt och personligt spel av skånelåtar.                                              |      |
| 2007 | Björn Ek, Skänninge                                        | Durspel 2-rad                    | För utmärkt spel på durspel.                                                                 |      |
| 2007 | Thomas Eriksson, Vintrosa                                  | Fiol                             | För finstämt spel av låtar från Närke.                                                       |      |
| 2007 | Göran Hed, Gävle                                           | Klarinett                        | För traditionsmedvetet spel av gästrikelåtar på klarinett.                                   |      |
| 2007 | David Kaminsky, Tobo                                       | Spelpipa                         | För livfullt och stilmedvetet spel på härjedalspipa.                                         |      |
| 2007 | Per-Axel Karlsson, Hjärnarp                                | Durspel 2-rad                    | För stilmedvetet spel av skånelåtar på durspel.                                              |      |
| 2007 | Emil Kunze, Karlstad                                       | Fiol                             | För skickligt spel av värmlandslåtar.                                                        |      |
| 2007 | Lena Odén, Strängnäs                                       | Fiol                             | För vårdat spel av låtar från Södermanland.                                                  |      |
| 2007 | Mats Ottesen, Sundsvall                                    | Fiol                             | För vårdat spel av leksandslåtar.                                                            |      |
| 2007 | Erika Risinger, Göteborg                                   | Fiol                             | För virtuost och klangfullt spel av låtar från Skåne.                                        |      |
| 2007 | Kristina Samuelsson (Härkönen), Mjölby                     | Fiol                             | För rytmiskt och finstämt spel av skånelåtar.                                                |      |
| 2007 | Gunnar Stenmark, Ås                                        | Spelpipa                         | För lyhört och traditionsmedvetet spel på spelpipa.                                          |      |
| 2007 | Sara Tufvesson, Malmö                                      | Fiol                             | För livfullt och dansant spel av skånelåtar.                                                 |      |
| 2008 | Jan Anders Andersson, Värmland                             | Durspel 2-rad                    | För stilfullt och traditionsmedvetet spel av låtar från norra Värmland på tvåradigt durspel. |      |
| 2008 | Görgen Antonsson,                                          | Fiol                             | För drivet och klangfullt spel av låtar från Hälsingland.                                    |      |
| 2008 | Jenny Bengtsson (Sjöö), Hjärnarp                           | Fiol                             | För finstämt och dansant spel av låtar från Skåne.                                           |      |
| 2008 | Ale Carr, Hjärnarp                                         | Fiol                             | För utmärkt och kraftfullt spel av skånelåtar.                                               |      |
| 2008 | Patrik Dahlin, Perstorp                                    | Nyckelharpa                      | För drivet och traditionsrikt nyckelharpospel av upplandslåtar.                              |      |
| 2008 | Hans Ederborg,                                             | Munspel                          | För stilfullt och traditionsrikt spel av låtar från norra Hälsingland på munspel.            |      |
| 2008 | Gustav Eriksson, Forsa                                     | Fiol                             | För gediget och traditionsrikt spel av låtar från norra Hälsingland.                         |      |
| 2008 | Anders Frostin, Lund                                       | Fiol                             | För skickligt och traditionsmedvetet spel av skånelåtar.                                     |      |
| 2008 | Olle Gällmo, Uppsala                                       | Säckpipa                         | För drivet och briljant spel på säckpipa.                                                    |      |
| 2008 | Erik Henriksson,                                           | Fiol                             | För gediget och stilmedvetet spel av låtar från norra Hälsingland.                           |      |
| 2008 | Maria Hultgren, Leksand                                    | Fiol                             | För stilfullt och klangskönt spel av låtar från Rättvik.                                     |      |
| 2008 | Lena Jonsson, Bollnäs                                      | Fiol                             | För klangskönt och traditionsmedvetet spel av låtar från Hälsingland.                        |      |
| 2008 | Staffan Jonsson, Bollnäs                                   | Fiol                             | För drivet och stilmedvetet spel av låtar från Hälsingland.                                  |      |
| 2008 | Josefina Paulson, Västerås                                 | Nyckelharpa                      | För livfullt och skickligt nyckelharpospel i Upplandstradition.                              |      |
| 2008 | Ylva Svenonius, Lund                                       | Fiol                             | För livfullt och dansant låtspel i skånetradition.                                           |      |
| 2008 | Robert Westlund, Skärholmen                                | Fiol                             | För konsertant och briljant spel av låtar av Jon-Erik Hall.                                  |      |
| 2009 | Anna Adolfsson (Lindkvist), Enskede                        | Kohorn                           | För stilfullt och skickligt spel av vallåtar på kohorn.                                      |      |
| 2009 | Staffan Berg, Jättendal                                    | Durspel 1-rad                    | För stilmedvetet och skickligt låtspel på enradigt durspel.                                  |      |
| 2009 | Åsa Björkman, Malmö                                        | Fiol                             | För traditionsmedvetet och dansant spel av polskor från norra Västergötland.                 |      |
| 2009 | Caroline Eriksson, Trosa                                   | Fiol                             | För dansant och klangfullt spel av låtar från Södermanland.                                  |      |
| 2009 | Alban Faust, Mellerud                                      | Säckpipa och nyckelharpa         | För skickligt och dansant låtspel på säckpipa.                                               |      |
| 2009 | Tomas Fredriksson, Åmål                                    | Fiol                             | För traditionsrikt och stilfullt spel av låtar från Svanskog.                                |      |
| 2009 | Ulf Karlsson, Örebro                                       | Säckpipa                         | För frejdigt och personligt låtspel på säckpipa.                                             |      |
| 2009 | Ola Larsson, Bunkeflostrand                                | Träskofiol                       | För stilfullt och traditionsmedvetet låtspel på träskofiol.                                  |      |
| 2010 | Emma Ahlberg, Hägersten                                    | Fiol                             | För livfullt och personligt spel av låtar från Medelpad.                                     |      |
| 2010 | Anna Andersson, Stockholm                                  | Fiol                             | För säkert och traditionsmedvetet spel av upplandslåtar.                                     |      |
| 2010 | Ida Blomkvist, Nyköping                                    | Nyckelharpa                      | För finstämt och stilmedvetet nyckelharpospel.                                               |      |
| 2010 | Ann-Christine Eriksson, Ingmarsö                           | Nyckelharpa                      | För vårdat och traditionsmedvetet nyckelharpospel.                                           |      |
| 2010 | Madliene Eriksson, Trosa                                   | Fiol                             | För dansant och klangfullt spel av sörmländska slängpolskor.                                 |      |
| 2010 | Alice Fors Jansson, Grillby                                | Durspel 2-rad                    | För innerligt och dansant spel av låtar på durspel.                                          |      |
| 2010 | Magnus Holmström, Sigtuna                                  | Nyckelharpa                      | För strålande och stilmedvetet spel av låtar från Västerbotten.                              |      |
| 2010 | Göran Jackson, Lund                                        | Kohorn                           | För traditionsbevarande spel på kohorn.                                                      |      |
| 2010 | Erik Johansson, Garpenberg                                 | Munspel                          | För lyhört och gediget låtspel på munspel.                                                   |      |
| 2010 | Johanna Karlsson, Bromma                                   | Fiol                             | För genuint och klangfullt spel av hälsingelåtar.                                            |      |
| 2010 | Olle af Klintberg, Hammerdal                               | Fiol                             | För skickligt och klangfullt spel av hälsingelåtar.                                          |      |
| 2010 | Elisabeth Lagergren, Falun                                 | Fiol                             | För skickligt och stilmedvetet låtspel.                                                      |      |
| 2010 | Håkan Larsson, Uppsala                                     | Munspel                          | För briljant spel av upplandslåtar på munspel.                                               |      |
| 2010 | Anna Lundgren, Stockholm                                   | Fiol                             | För briljant spel av låtar från Rättvik.                                                     |      |
| 2010 | Anna Nylén, Uppsala                                        | Fiol                             | För stilfullt och traditionsmedvetet spel av upplandslåtar.                                  |      |
| 2010 | Lars-Henric Ohlström, Varberg                              | Fiol                             | För klangfullt och dansant spel av låtar från Västmanland.                                   |      |
| 2010 | Urban Welén, Sandviken                                     | Fiol                             | För livfullt och traditionsmedvetet spel av gästrikelåtar.                                   |      |
| 2010 | Gunnel Viking, Björklinge                                  | Fiol                             | För frejdigt låtspel i tradition efter Viksta-Lasse.                                         |      |
| 2010 | Jim Åkerstedt, Täby                                        | Munspel                          | För lyhört och personligt låtspel på munspel.                                                |      |
| 2011 | Martin Arpåker, Malmö                                      | Fiol                             | för traditionsrikt och stilfullt spel av låtar från Blekinge                                 |      |
| 2011 | Tull Anders Bergkvist, Falun                               | Fiol                             | för lyhört och stilmedvetet spel av leksandslåtar                                            |      |
| 2011 | Anna-Lena Berglund, Orsa                                   | Fiol                             | för personligt och traditionsrikt spel av låtar från Orsa                                    |      |
| 2011 | Ola Brostam, Eskilstuna                                    | Nyckelharpa                      | för dansant och klangfullt nyckelharpospel                                                   |      |
| 2011 | Siw Burman, Lycksele                                       | Fiol                             | för livfullt och stilmedvetet spel av låtar från Västerbotten                                | 2024 |
| 2011 | Ellinor Fritz, Hedemora                                    | Fiol                             | för stilfullt och dansant spel av låtar från Dala-Floda                                      |      |
| 2011 | Jenny Elisabeth Gustafsson, Fristad                        | Fiol                             | för traditionsrikt och livfullt spel av låtar från Västergötland                             |      |
| 2011 | Eva Karlsson, Stockholm                                    | Fiol                             | för dansant och klangrikt spel av låtar från Närke                                           |      |
| 2011 | Daniel Wikslund, Koskullskulle                             | Fiol                             | för personligt och traditionsmedvetet spel av låtar från Norrbotten                          |      |
| 2012 | Elin Jonsson, Strömsund                                    | Fiol                             | för dansant och traditionsrikt spel av låtar från Jämtland                                   |      |
| 2012 | Ida Meidell Blylod, Umeå                                   | Fiol                             | för personligt spel av låtar från Västerbotten                                               |      |
| 2012 | Täpp Jenny Nylander, Rättvik                               | Fiol                             | för genuint och stilfullt spel av rättvikslåtar                                              |      |
| 2012 | Anton Olausson, Örebro                                     | Säckpipa                         | för skickligt och dansant spel på säckpipa                                                   |      |
| 2012 | Lars Svensson, Färjestaden                                 | Fiol                             | för finstämt och traditionsrikt spel av smålandslåtar                                        |      |
| 2013 | Emilia Amper, Skarpnäck                                    | Nyckelharpa                      | för skickligt och personligt spel av smålandslåtar                                           |      |
| 2013 | Agnes Casimir Lindholm, Vänersborg                         | Fiol                             | för briljant spel av låtar från Orust                                                        |      |
| 2013 | Folke Dahlgren, Västerås                                   | Säckpipa                         | för traditionsmedvetet och variationsrikt spel på säckpipa                                   |      |
| 2013 | Petrus Dillner, Älvkarleby                                 | Nyckelharpa                      | för briljant och traditionsrikt spel av upplandslåtar på nyckelharpa                         |      |
| 2013 | David Eriksson, Tobo                                       | Nyckelharpa                      | för skickligt och klangfullt nyckelharpospel                                                 |      |
| 2013 | Åsa Hogmark (Södergren), Örbyhus                           | Nyckelharpa                      | för dansant och traditionsrikt spel av upplandslåtar på nyckelharpa                          |      |
| 2013 | Fredrik Isaksson, Pajala                                   | Durspel 2-rad                    | för livfullt och dansant spel av låtar från Tornedalen                                       |      |
| 2013 | Per Jensen, Rimforsa                                       | Säckpipa                         | för rytmiskt och variationsrikt spel på säckpipa                                             |      |
| 2013 | Anna Lindmark, Härnösand                                   | Fiol                             | för dansant och temperamentsfullt spel av låtar från Ångermanland                            |      |
| 2013 | Mikael Lund, Falun                                         | Säckpipa                         | för rytmiskt och traditionsmedvetet spel på säckpipa                                         |      |
| 2013 | Anders Löfberg, Skarpnäck                                  | Fiol                             | för dansant och stilmedvetet spel av smålandslåtar                                           |      |
| 2013 | Claes-Göran ”Klasse” Olson, Linköping                      | Nyckelharpa                      | för traditionsmedvetet spel av upplandslåtar                                                 |      |
| 2013 | Pernilla Stendahl (Karlsson), Munkedal                     | Nyckelharpa                      | för traditionsmedvetet spel av låtar från Bohuslän                                           |      |
| 2013 | Jörgen Stenlund, Vintrosa                                  | Fiol                             | för lyhört och traditionsmedvetet spel av låtar från Västerbotten                            |      |
| 2013 | Karin Svensson Nordberg, Stora Mellösa                     | Fiol                             | för skickligt och dansant spel av blekingelåtar                                              |      |
| 2014 | Magdalena Eriksson, Mellansel                              | Fiol                             | för traditionsmedvetet och klangfullt spel av låtar från Ångermanland                        |      |
| 2014 | Anders Hällström, Stockholm                                | Fiol                             | för skickligt och traditionsrikt spel av låtar från Norrbotten                               |      |
| 2014 | Fredrik Persson, Partille                                  | Fiol                             | för skickligt och traditionsmedvetet spel av låtar från Västergötland                        |      |
| 2014 | Daniel Pettersson, Umeå                                    | Nyckelharpa                      | för traditionsrikt och skickligt spel av låtar från Vilhelmina på kontrabasharpa             |      |
| 2014 | Emma Tysk, Mora                                            | Fiol                             | för livfullt och stilmedvetet spel av låtar från Orsa                                        |      |
| 2015 | Louise Bylund, Hokkaido                                    | Nyckelharpa                      | för klangfullt och dansant nyckelharpospel                                                   |      |
| 2015 | Olof Ericsson, Örebro                                      | Fiol                             | för skickligt och klangfullt spel av låtar från Närke                                        |      |
| 2015 | Kjell-Erik Eriksson, Frösön                                | Fiol                             | för skickligt och traditionsrikt spel av låtar från Jämtland                                 | 2021 |
| 2015 | Sabina Henriksson (Kristensen Salomonsson Thiger), Hökerum | Fiol                             | för rytmiskt och personligt spel av smålandslåtar                                            |      |
| 2015 | Eva Johansson, Urshult                                     | Fiol                             | för lyhört och stilmedvetet spel av smålandslåtar                                            |      |
| 2015 | Christina Lundqvist, Karlstad                              | Durspel                          | för utmärkt spel av värmlandslåtar på durspel                                                |      |
| 2015 | Olof Misgeld, Farsta                                       | Fiol                             | för skickligt och traditionsmedvetet spel av orsalåtar                                       |      |
| 2015 | Thor Pleijel, Mölnbo                                       | Silverbasharpa                   | för personligt och uttrycksfullt spel på silverbasharpa                                      |      |
| 2015 | Dag Strömberg, Hägersten                                   | Härjedalspipa                    | för utmärkt spel på härjedalspipa                                                            |      |
| 2015 | Jonas Åkerlund, Värends Nöbbele                            | Fiol                             | för briljant och traditionsrikt spel av västerdallåtar                                       |      |
| 2016 | Maria Andersson, Klässbol                                  | Fiol                             | för drivet och galant spel av låtar från Värmland                                            |      |
| 2016 | Gusten Brodin, Unnaryd                                     | Fiol                             | för elegant och dansant spel av låtar från Småland                                           |      |
| 2016 | Torkel Johansson, Åre                                      | Bockhorn                         | för skickligt och stilmedvetet spel av jämtländsk vallmusik på bockhorn                      |      |
| 2016 | Olle Vixner Hübinette (Hansson), Orsa                      | Fiol                             | för genuint och traditionsmedvetet spel av låtar från Orsa                                   |      |
| 2016 | Jean-Pierre Yvert, Gagnef                                  | Durspel                          | för skickligt och stilmedvetet spel av låtar på tvåradigt durspel                            |      |
| 2017 | Carin Funseth, Mölndal                                     | Kulning                          | för stilfull och traditionsmedveten kulning                                                  |      |
| 2017 | Claes Hallgren, Sunne                                      | Fiol                             | för traditionsrikt och dansant spel av låtar från Fryksdalen                                 |      |
| 2017 | Eric Hammarström, Vånga                                    | Fiol                             | för traditionsrikt och dansant spel av östgötalåtar                                          |      |
| 2017 | Daniel Höglund Werngren, Molkom                            | Nyckelharpa                      | för stilmedvetet och dansant nyckelharpospel                                                 |      |
| 2017 | Therese Olsson Hugosson, Svanskog                          | Klarinett                        | för skickligt och traditionsmedvetet spel av värmlandslåtar på klarinett                     |      |
| 2017 | Lovisa Risinger, Falun                                     | Fiol                             | för stilfullt och briljant spel av låtar från Dalarna                                        |      |
| 2017 | Owe Ronström, Visby                                        | Fiol                             | för stilmedvetet och personligt spel av låtar från Gotland                                   |      |
| 2018 | Lukas Arvidsson, Vankiva                                   | Träskofiol                       | för skickligt och klangfullt spel av skånelåtar på träskofiol                                |      |
| 2018 | Lars-Ove Bertilsson, Bollnäs                               | Fiol                             | för skickligt spel av hälsingelåtar                                                          |      |
| 2018 | Melker Brodin, Färnäs                                      | Kohorn                           | för skickligt och stilmedvetet spel på kohorn                                                |      |
| 2018 | Isak Eriksson, Innerfälle                                  | Fiol                             | för utmärkt, briljant och traditionsmedvetet spel av låtar från Ångermanland                 |      |
| 2018 | Jens-Erik Eriksson, Offerdal                               | Fiol                             | för sirligt och traditionsmedvetet spel av låtar från Jämtland                               |      |
| 2018 | Jerker Hans-Ers, Stockholm                                 | Fiol                             | för skickligt och traditionsmedvetet spel av hälsingelåtar                                   |      |
| 2018 | Håkan Hellblom, Näsviken                                   | Durspel 2-rad                    | för drivet och dansant spel på tvåradigt durspel                                             |      |
| 2018 | Maria Jonsson, Falun                                       | Fiol                             | för klangfullt och traditionsmedvetet spel av låtar från Västerbotten                        |      |
| 2018 | Sara Karlsson, Järvsö                                      | Fiol                             | för briljant och traditionsmedvetet spel av låtar från Järvsö                                |      |
| 2018 | Johan Lång, Uppsala                                        | Nyckelharpa                      | för drivet och uttrycksfullt spel av upplandslåtar på nyckelharpa                            |      |
| 2018 | Michael Löfroth, Vallentuna                                | Fiol                             | för rytmiskt och stilmedvetet spel av låtar från Rättvik                                     |      |
| 2018 | Daniel Nyström, Råneå                                      | Durspel 2-radigt                 | för livfullt och dansant spel av låtar från Norrbotten på tvåradigt durspel                  |      |
| 2018 | Torbjörn Olofsson, Lerum                                   | Durspel 2-rad                    | för personligt och dansant spel på tvåradigt durspel                                         |      |
| 2018 | Einar Zethelius, Stockholm                                 | Kontrabasharpa                   | för dansant och traditionsmedvetet spel på kontrabasharpa                                    |      |
| 2019 | Sandra Berggren, Lycksele                                  | Fiol                             | För skickligt och klangfullt spel av låtar från Västerbotten.                                |      |
| 2019 | Folke Corneliusson, Strömstad                              | Fiol                             | För genuint spel av låtar i en unik tradition från norra Bohuslän.                           |      |
| 2019 | Emma Grut, Östersund                                       | Härjedalspipa                    | För skickligt och traditionsrikt spel på härjedalspipa.                                      |      |
| 2019 | Kerstin Ivares, Luxemburg                                  | Fiol                             | För stilmedvetet och temperamentsfullt spel av bingsjölåtar.                                 |      |
| 2019 | Nichelle Johansson, Stora Mellösa                          | Fiol                             | För klangfullt och personligt spel av låtar från Närke.                                      |      |
| 2019 | Håkan Larsson, Torsby                                      | Munspel                          | För traditionsrikt spel på munspel av låtar från Övre Fryksdalen.                            |      |
| 2019 | Erland Westerström, Farsta                                 | Munspel                          | För briljant stilmedvetet och dansant spel av låtar från Jämtland på munspel.                |      |
| 2020 | –                                                          | –                                | Inga uppspelningar hölls detta år på grund av covid-19.                                      |      |
| 2021 | Evelina Eriksson, Arvika                                   | Fiol                             | För klangfullt och traditionsrikt spel av låtar från Ångermanland.                           |      |
| 2021 | Karl-Johan Gidlund, Örnsköldsvik                           | Fiol                             | För klangfullt och dansant spel av låtar från Ångermanland.                                  |      |
| 2021 | Jenny Jonsson, Järvsö                                      | Fiol                             | För skickligt och uttrycksfullt spel i hälsingetradition.                                    |      |
| 2021 | Anders Klang, Delsbo                                       | Fiol                             | För stilmedvetet och dansant spel av låtar från Hälsingland.                                 |      |
| 2021 | Martin Köhler, Huddinge                                    | Fiol                             | För uttrycksfullt och stilmedvetet spel av hälsingelåtar.                                    |      |
| 2021 | Jon Samuel Lundström, Ludvigsborg                          | Fiol                             | För skickligt och traditionsmedvetet spel av låtar från Norrbotten.                          |      |
| 2021 | Henrik Wikström, Brunflo                                   | Fiol                             | För skickligt och traditionsrikt spel av låtar från södra Jämtland.                          |      |
| 2022 | Håkan Backlund, Stöde                                      | Durspel 2-rad                    | För finstämt och personligt spel på durspel.                                                 |      |
| 2022 | Alvina Herbinger Rygne, Örebro                             | Fiol                             | För uttrycksfullt spel av låtar från Närke.                                                  |      |
| 2022 | Magnus Larsson, Valdemarsvik                               | Fiol                             | För klangfullt och variationsrikt spel av östgötalåtar.                                      |      |
| 2022 | Kristina Leesik, Sollentuna                                | Fiol                             | För personligt och klangfullt spel av låtar från Södermanland.                               |      |
| 2022 | Henrik Lindberg, Nyköping                                  | Fiol                             | För skickligt och variationsrikt spel av låtar från Södermanland.                            |      |
| 2022 | Tommy Lundgren, Tyresö                                     | Fiol                             | För stilmedvetet spel av låtar från Rättvik.                                                 |      |
| 2022 | David Siljat, Sjögestad                                    | Fiol                             | För livfullt spel av upplandslåtar.                                                          |      |
| 2022 | Jens Sundberg, Höör                                        | Durspel                          | För stilmedvetet spel på en- och två-radigt durspel.                                         |      |
| 2022 | Filip Vari, Torup                                          | Fiol                             | För skickligt och traditionsrikt spel av låtar från Halland.                                 |      |
| 2023 | Anna-Karin Andersson, Malmö                                | Fiol                             | För klangfullt och stilmedvetet spel av värmlandslåtar.                                      |      |
| 2023 | Marika Bjärnborg, Alvesta                                  | Fiol                             | För stilfullt och traditionsmedvetet spel av smålandslåtar.                                  |      |
| 2023 | Alva Bosdottir, Malmö                                      | Fiol                             | För skickligt och stilfullt spel av skånelåtar.                                              |      |
| 2023 | Adam Bülow, Malmö                                          | Fiol                             | För utmärkt och stilmedvetet spel av låtar från Södermanland.                                |      |
| 2023 | Alma Carr, Kalmar                                          | Härjedalspipa                    | För lyhört och traditionsmedvetet spel på härjedalspipa.                                     |      |
| 2023 | Johannes Jacobsson, Stockholm                              | Fiol                             | För gott och lyhört spel av låtar från Jämtland.                                             |      |
| 2023 | Albin Kuylenstierna, Varberg                               | Fiol                             | För glänsande och traditionsmedvetet spel av låtar från Halland.                             |      |
| 2023 | Caroline Malmberg, Ljung                                   | Fiol                             | För dansant och traditionsmedvetet spel av låtar från Dalsland.                              |      |
| 2023 | Sven Midgren, Onslunda                                     | Fiol                             | För personligt och stilmedvetet spel av skånelåtar.                                          |      |
| 2023 | Herman Miller, Göteborg                                    | Fiol                             | För gediget och traditionsrikt spel av låtar från södra Jämtland.                            |      |
| 2024 | Knapp Karin Norrfors, Stockholm                            | Fiol                             | För skickligt och traditionsmedvetet spel av bodalåtar på fiol.                              |      |
| 2024 | Andreas Risan, Knivsta                                     | Fiol                             | För uttrycksfullt och dansant låtspel på fiol.                                               |      |
| 2024 | Harald Grönroos, Heby                                      | Härjedalspipa                    | För dansant och stilmedvetet spel på härjedalspipa.                                          |      |
| 2024 | Axel Samuelsson, Mjölby                                    | Fiol                             | För uttrycksfullt och dansant spel av östgötalåtar på fiol.                                  |      |
| 2024 | Markus Mattsson, Umeå                                      | Klarinett                        | För skickligt och dansant spel av låtar från södra Lappland på klarinett.                    |      |
| 2024 | Back Charlotte Larsson, Mora                               | Fiol                             | För genuint och personligt spel av älvdalslåtar på fiol.                                     |      |
| 2024 | Kent Axelsson, Ånge                                        | Nyckelharpa                      | För traditionsrikt och dansant spel av upplandslåtar på nyckelharpa.                         |      |
| 2024 | Torgny Lundberg, Linköping                                 | Fiol                             | För personligt och dansant spel av östgötalåtar på fiol.                                     |      |
| 2025 | Amy Hakanson, Portland, Oregon, USA                        | Kontrabasharpa                   | [ 30 ]                                                                                       |      |
| 2025 | Kjell Runsten, Äppelbo                                     | Fiol                             | [ 31 ]                                                                                       |      |
| 2025 | Britta Börjes, Rättvik                                     | Fiol                             | [ 32 ]                                                                                       |      |
| 2025 | Isak Björklund, Stora Mellösa                              | Fiol                             | [ 33 ]                                                                                       |      |
| 2025 | Anna Johansson, Lindesberg                                 | Fiol                             | [ 34 ]                                                                                       |      |
| 2025 | Annie Björkman, Ljungskile                                 | Trall                            | [ 35 ]                                                                                       |      |
| 2025 | Ulrika Gunnarsson, Gemla                                   | Trall                            | [ 36 ]                                                                                       |      |
| 2025 | Anders Larsson, Malmö                                      | Trall                            | [ 37 ]                                                                                       |      |
| 2025 | Martin Aldergård, Karlstad                                 | Fiol                             | [ 38 ]                                                                                       |      |
| 2025 | Mattias Bergström Andrén                                   | Fiol                             | [ 35 ]                                                                                       |      |
| 2025 | Magnus Dürr, Väddö                                         | Kontrabasharpa                   | [ 39 ]                                                                                       |      |
| 2025 | Erkers Anna-Karin Kylander, Borlänge                       | Fiol                             | [ 35 ]                                                                                       |      |